# Catedral de San Cristóbal de La Laguna
La Santa Iglesia Catedral de San Cristóbal de La Laguna o Santa Iglesia Catedral de Nuestra Señora de Los Remedios, en la ciudad de San Cristóbal de La Laguna, en la isla de Tenerife (Canarias, España), es una catedral neogótica en su cuerpo principal y neoclásica en la fachada, sede de la Diócesis de San Cristóbal de La Laguna (más conocida como Diócesis de Tenerife), dependiente de la Archidiócesis de Sevilla. Es, por lo tanto, donde se encuentra la sede episcopal del obispo de esta diócesis, actualmente ocupada por Monseñor Eloy Alberto Santiago Santiago.
En la catedral está la sede de la parroquia de Nuestra Señora de los Remedios, advocación mariana a la cual está consagrada la catedral y patrona de la ciudad de La Laguna, de la isla de Tenerife y de la diócesis nivariense. Por esta razón, la catedral es también el Santuario Mariano de Nuestra Señora de los Remedios. En este templo reposan los restos de Alonso Fernández de Lugo, conquistador de la isla y fundador de la ciudad, llamado el Adelantado por el título honorífico que le concedieron los Reyes Católicos.
Los elementos más representativos de la Catedral de La Laguna son: la fachada neoclásica, la cual está inspirada en la de la Catedral de Pamplona y la cúpula, que destaca sobremanera en el paisaje de la ciudad. La catedral se encuentra en el casco histórico de la ciudad de La Laguna, declarado Patrimonio de la Humanidad en 1999, por la Unesco. Es Bien de Interés Cultural, con categoría de Monumento, desde 1983.

## Características

Interior

Es la única catedral de España (y una de las pocas del mundo) construida con hormigón y fibras de polipropileno. Desde su última gran restauración entre 2009 (con la demolición de la antigua cúpula) y 2014 (con la finalización de dicha restauración), la catedral presenta tres grandes fases constructivas: La fachada neoclásica de piedra, es del siglo XIX y es un resto del antiguo templo que ahí se erigía, el cuerpo neogótico, construido en hormigón es del siglo XX y las bóvedas y cúpula actual de fibras de polipropileno, del siglo XXI.
En la época en la que fue construida y consagrada como catedral, la capitalidad de la isla estaba en la ciudad de La Laguna, al igual que la sede diocesana que aún permanece en esta ciudad. De ahí el hecho de que la catedral se encuentre en esta ciudad y no en la actual capital de la isla, Santa Cruz de Tenerife.
La Catedral de La Laguna es considerada actualmente como una de las catedrales españolas de "última generación", conjuntamente con la Catedral de la Almudena de Madrid y la Catedral de María Inmaculada de Vitoria.
El templo tiene un culto intenso, siendo Catedral, Parroquia y Santuario Mariano. En la actualidad se espera que dicho templo sea declarado Basílica menor por la Santa Sede en un futuro próximo.

## Historia

### Primitivos templos

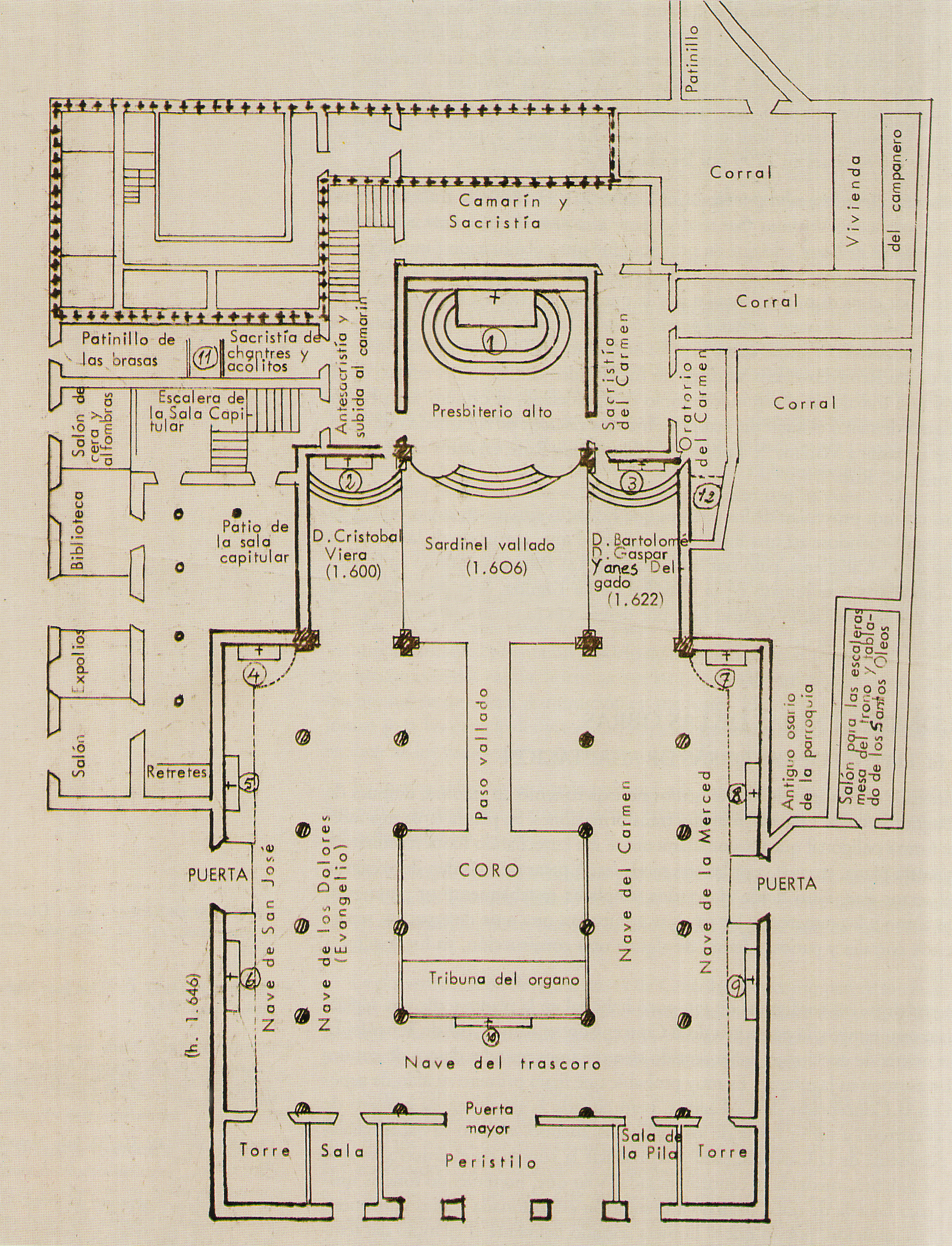
Planta de la iglesia del período 1809-1905

En 1511 se levanta, en el actual emplazamiento (Plaza Fray Albino), una ermita por mandato del conquistador Alonso Fernández de Lugo, originalmente dedicada a la Virgen María en su Expectación al Parto cuya fiesta se celebraba cada 18 de diciembre. Hay indicios de que en ese lugar existía una necrópolis guanche. Además es sabido que todo el valle de Aguere (en donde se extiende la ciudad) y principalmente la gran laguna o lago que había en este lugar, era un enclave sagrado para los aborígenes de toda la isla.
Más tarde dicho templo se sustituirá en 1515 por una construcción mayor, de estilo mudéjar, cuya torre es erigida en 1618. Fue el 21 de abril de 1515, cuando se eleva a este templo a la dignidad de parroquia con la denominación de Santa María de los Remedios. Acordándose celebrar su fiesta el día de la Natividad de la Virgen María, es decir, el 8 de septiembre. El 29 del mismo mes y año concertaba el Mayordomo con el mampostero portugués Miguel Alonso, la edificación de la capilla mayor, arco toral, altar, gradas, sagrario, puerta de la sacristía y arranque de los arcos del cuerpo de la iglesia, todo de cantería, con expresión de las medidas de longitud, latitud y altura que debía tener el nuevo edificio, y punto donde debía empatar con la antigua ermita, según todo pasó por ante el propio escribano Antón de Vallejo.
El 7 de abril de 1534 fue bautizado en esta iglesia San José de Anchieta, misionero nacido en la ciudad de La Laguna y fundador de la ciudad de Sao Paulo y uno de los fundadores de Río de Janeiro, ambas en Brasil. Precisamente la catedral es el santuario diocesano de este Santo en las Islas Canarias.
En 1752 se fabricó un nuevo crucero y se ensanchó la Capilla Mayor con amplias sacristías y camarines para la imagen de la Patrona, la Virgen de los Remedios. Don Domingo de la Guerra, que dirigía la obra y que más tarde fue Marqués de San Andrés, extendía tanto el replanteo de la Capilla mayor, porque tenía esperanza de que el templo fuera algún día "Catedral de Tenerife".

### Catedral
Ya desde el año 1515, cuando la antigua ermita fue convertida en parroquia hubo intentos de que ésta fuera designada catedral, colegiata o bien catedral auxiliar dependiente de la Catedral de Santa Ana de Las Palmas de Gran Canaria, con parte de los miembros del Cabildo Catedral de Canarias residiéndo en la Iglesia de Los Remedios. Estas iniciales solicitudes no obtuvieron opinión favorable por parte de las Cortes.
En 1783, en plena época de la Ilustración de la que la ciudad de La Laguna fue cuna en Canarias de este movimiento, se volvió a pedir la erección de una diócesis en la ciudad con sede en Los Remedios, que fue tomado con gran recelo por parte de los miembros del Cabildo Catedral y el obispo grancanario de entonces, impidiéndolo las instituciones eclesiásticas de esta isla.
Finalmente, el 1 de febrero de 1819 una bula papal aprobaba la división del obispado de Canarias en dos diócesis, y el templo se convierte en catedral mediante bula del Papa Pío VII el 21 de diciembre de 1819, cuando se establece en La Laguna la nueva diócesis segregada de la Diócesis de Canarias, único obispado del archipiélago hasta ese momento. Por lo que a partir de entonces, se redujo la juristición eclesiástica de la Catedral de Santa Ana en Las Palmas de Gran Canaria, que era hasta ese momento la catedral de todo el archipiélago, a ser la catedral de la Diócesis Canariense-Rubicense que engloba la actual provincia oriental de Las Palmas (Gran Canaria, Fuerteventura y Lanzarote). Mientras que la recién creada Catedral de Nuestra Señora de los Remedios en San Cristóbal de La Laguna, fue designada como catedral de la Diócesis Nivariense, englobando la actual provincia occidental de Santa Cruz de Tenerife (Tenerife, La Palma, La Gomera y El Hierro).
En la obtención del título de catedral y de la creación de la Diócesis Nivariense tuvo un papel importante el presbítero lagunero Cristóbal Bencomo y Rodríguez, confesor del Rey Fernando VII y Arzobispo titular de Heraclea. Su tumba se encuentra actualmente en el presbiterio de la Catedral de La Laguna, al lado de la Epístola.
Durante la época de la supresión del Obispado de Tenerife (entre 1851-1875) como consecuencia del Concordato de 1851, la Catedral de La Laguna perdió el título catedralicio, pasando esta a ser colegiata y siendo la única iglesia colegial que ha existido en Canarias. Con el restablecimiento de la diócesis en 1875, el templo recupera su condición de iglesia catedral con todos los privilegios eclesiásticos con los que gozaba anteriormente.
La fachada, neoclásica, data de 1820 y fue construida conforme a los planos de la Catedral de Pamplona, la estructura actual del templo se construye entre 1904 y 1915 y es de estilo neogótico. La catedral, construida con una estructura de hormigón, fue uno de los primeros edificios en España en que se utilizó este material que actualmente se usa extensivamente en todo tipo de edificios. Sin embargo, al ser pionera en este campo, la tecnología no estaba demasiado desarrollada, por lo que tenía numerosos defectos que han llevado a que se hayan tenido que acometer cuantiosas obras de reparación y mejora, dichas carencias se encuentran en la actualidad totalmente subsanadas tras la última gran restauración del templo.
En su interior destaca el púlpito de mármol italiano de Carrara tallado por Pasquale Bocciardo y, también parte del conjunto del Retablo de Mazuelos. Sobresalen además obras de gran valor de Cristóbal Hernández de Quintana, Luján Pérez y Fernando Estévez. La catedral posee tres amplias naves y una girola (elemento insólito en Canarias) que rodea al presbiterio o altar, resultado de la ampliación de la nave mayor. El altar está dominado por grandes vitrales verticales. Estos elementos confieren al interior de la catedral un estilo típicamente medieval europeo y no tanto colonial, como sin embargo sí ocurre en el exterior de la catedral. En el interior de la catedral se conservan las reliquias de los mártires; San Aurelio de Córdoba, San Faustino, San Venusto y San Amado de Nusco, además de un pedazo del manto de San Fernando y un hueso de Santiago el Menor. Pero las reliquias más destacadas del templo son las de los dos santos canarios, San Pedro de San José Betancur (el Hermano Pedro) y San José de Anchieta. Las imágenes históricamente más veneradas de la catedral junto a la Virgen de los Remedios, son: San Antonio de Padua y el Sagrado Corazón de Jesús.
El 5 de octubre de 1983, la Catedral de La Laguna fue declarada Monumento Histórico-Artístico Nacional. En la actualidad, al ser una de las dos catedrales de las Islas Canarias, la Catedral de San Cristóbal de La Laguna es también considerada el principal edificio de culto católico de Canarias junto a la Catedral de Santa Ana en Las Palmas de Gran Canaria.

### Restauración 2002-2014

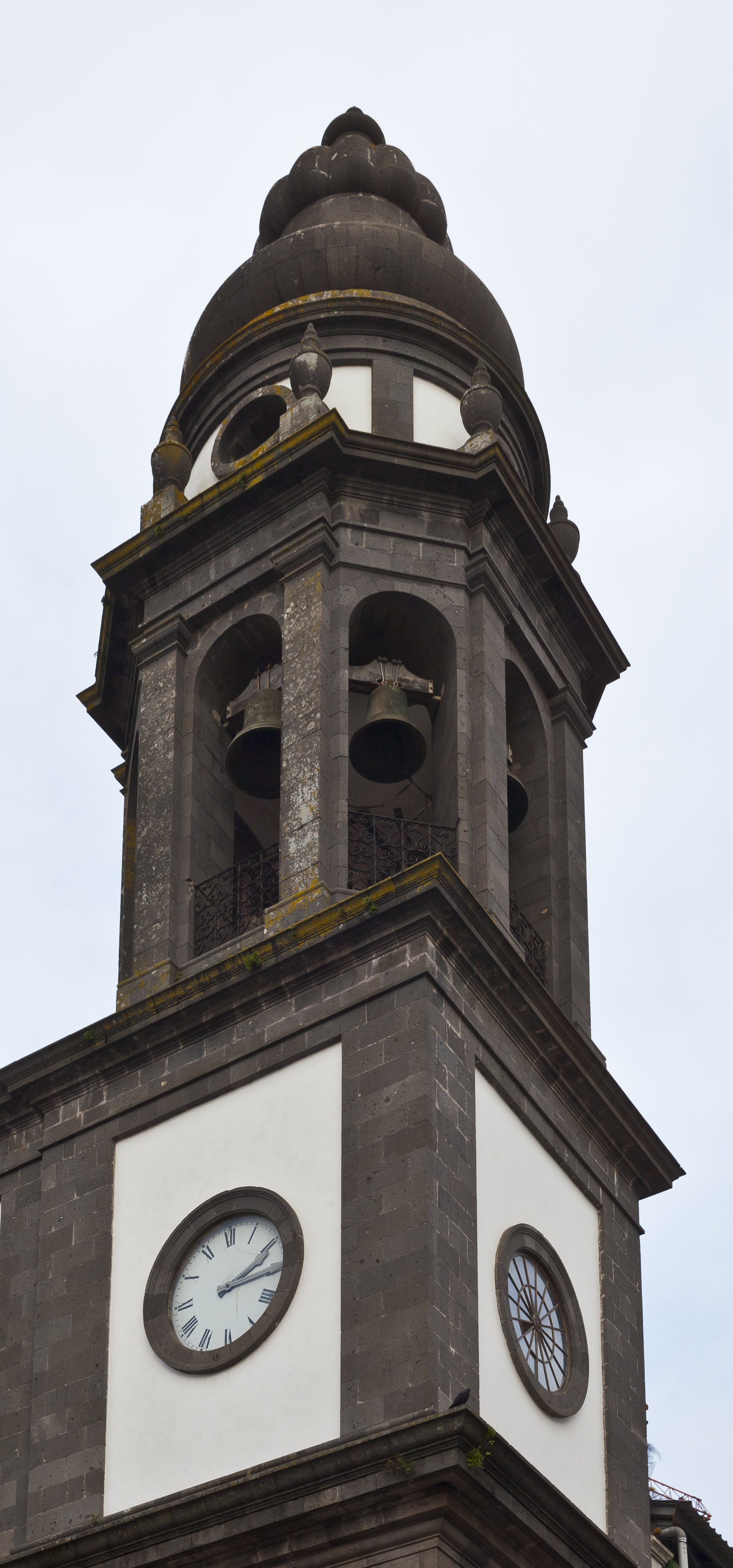
Detalle de una de las torres

La catedral fue cerrada al culto en 2002 para realizarse un minucioso proceso de restauración, acordándose su reapertura para pocos años después. Sin embargo, debido a desacuerdos burocráticos, la catedral permaneció cerrada más de una década. Durante este tiempo la sede catedralicia se había trasladado provisionalmente a la Iglesia Matriz de la Concepción, que es históricamente la parroquia matriz de la ciudad y de la isla.
Durante el estudio previo a la restauración se descubrió que las bóvedas y cúpula principal estaban tan deterioradas que la única solución plausible fue la demolición de estos elementos y su posterior reconstrucción. El proceso comenzó con el desarme de la cúpula en noviembre de 2009. Le siguieron las bóvedas y las columnas que separaban las tres naves catedralicias. En 2012 comenzó la reconstrucción de las bóvedas, tras las pruebas pertinentes de seguridad y resistencia de los materiales constructivos. Las nuevas bóvedas y cúpula fueron construidas con un material nuevo, fibras de polipropileno. Este hecho lo convirtió nuevamente en un templo pionero en el mundo, debido al empleo de nuevos materiales, como cien años antes lo había sido por la utilización del hormigón. La nueva cúpula comenzó a alzarse en noviembre de 2013, está rematada por una cruz de hormigón. Tiene 41,5 metros de altura, lo que la convierte en el punto más alto de todo el casco histórico de la ciudad. Las actuales bóvedas están rematadas por pequeñas linternas que permiten la entrada de luz natural. La cúpula está recubierta de láminas de cobre, imitando a las catedrales del centro y norte de Europa.
Aunque en un principio se esperaba que la catedral reabriera sus puertas en septiembre de 2013, coincidiendo con el centenario de su consagración, finalmente se reinauguró el 25 de enero de 2014, siendo su reapertura definitiva al culto el 31 de enero de ese año. La imagen de la Virgen de los Remedios regresó ese mismo día en procesión a su sede catedralicia desde la Parroquia Matriz de Nuestra Señora de la Inmaculada Concepción, seguida por una Eucaristía multitudinaria, presidida por primera vez desde su cátedra correspondiente por el obispo Bernardo Álvarez Afonso. Del mismo modo, desde ese día está expuesto, de nuevo y de forma permanente, el Santísimo Sacramento en el sagrario catedral. Durante la ceremonia de reapertura, estuvieron presentes los dos obispos del archipiélago canario, los vicarios generales de ambas diócesis, así como miembros de los dos cabildos catedrales. También participaron más de un centenar de sacerdotes procedentes de todas las islas y las hermandades de la Parroquia de Nuestra Señora de los Remedios, además de autoridades civiles y militares.
Con motivo del centenario y la reapertura de la Santa Iglesia Catedral, se celebró un Año Jubilar desde el 27 de abril de 2014, hasta el 12 de abril de 2015, coincidentes ambas fechas con el Domingo de la Octava de Pascua (Domingo de la Divina Misericordia). Dicho Jubileo fue decretado por un mandato especial del Papa Francisco, con la oportunidad de los fieles de ganar la indulgencia plenaria.
A pesar de todas estas actuaciones, la catedral no se puede considerar aún definitivamente terminada, pues todavía falta la colocación de los capiteles y los nervios de las bóvedas, así como el pintado de los techos por su parte interior. Al igual que la cúpula, las bóvedas irán recubiertas exteriormente de láminas de cobre. Sin embargo, estos trabajos están a la espera de una nueva asignación económica.
Durante la remodelación a la que también fue sometida la Plaza de la Catedral en 2014, se descubrieron vestigios arqueológicos en el subsuelo. Aparecieron algunos cascotes que se presume que podrían pertenecer a la antigua Iglesia de Los Remedios o a estructuras procedentes del primer poblamiento europeo de la ciudad. Posteriormente, en 2018 fueron descubiertos en el lugar restos humanos del siglo XVI. Se cree que en el lugar se ubicaba el antiguo cementerio parroquial.

## Títulos de la catedral
- Parroquia: Desde el 21 de abril de 1515, este templo ostenta la dignidad de parroquia con todos los cultos litúrgicos que ello conlleva. Fue una de las primeras iglesias de Tenerife y de Canarias en ostentar esta categoría.[6]
- Catedral: Obtiene esta distinción mediante bula del Papa Pío VII el 21 de diciembre de 1819, cuando se establece en La Laguna la nueva diócesis. A partir de este momento se convierte en el templo madre de la Diócesis de Tenerife.[6]
- Santuario Mariano: Tras la creación de la diócesis en 1819, la imagen titular de la catedral, la Virgen de los Remedios, se convierte en Patrona de la Diócesis Nivariense, y su templo en Santuario Mariano[6] de la patrona diocesana. Del mismo modo que la Basílica de Nuestra Señora del Pino es el santuario de la Patrona de la Diócesis Canariense (la Virgen del Pino), o la Basílica de Nuestra Señora de la Candelaria es el santuario de la Patrona General de Canarias (la Virgen de Candelaria).[19]

## Capillas

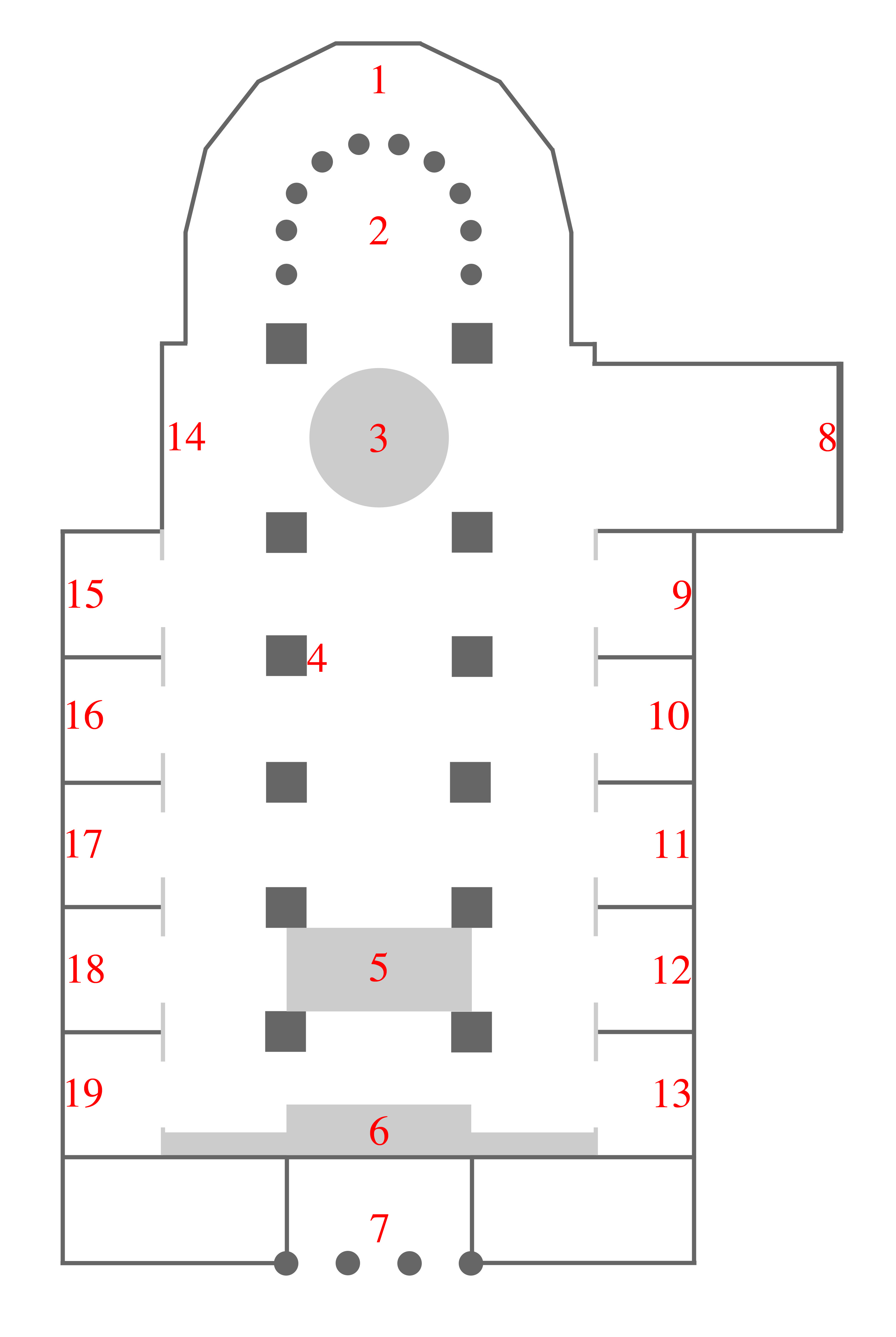
Plano de la Catedral de La Laguna
1- Deambulatorio
2- Altar Mayor
3- Cúpula
4- Púlpito
5- Sillería del Cabildo Catedral
6- Tribuna del Órgano
7- Portal
8- Capilla de los Remedios
9- Capilla de la Purísima Concepción
10- Capilla de Santa Teresa de Ávila
11- Entrada lateral desde la calle Obispo Rey Redondo (calle La Carrera)
12- Capilla de Nuestra Señora del Carmen
13- Capilla de Santa Bárbara
14- Cuadro de los Almas del Purgatorio
15- Capilla del Cristo de la Columna
16- Capilla de la Virgen de Candelaria
17- Entrada lateral desde la calle Bencomo
18- Capilla de San José
19- Capilla del Baptisterio

### Capilla de Santa Teresa de Ávila
El Altar de Santa Teresa de Ávila es de estilo neogótico. En el centro se encuentra la escultura de Santa Teresa de Ávila, la cual es de vestir. En la capilla también se encuentra el Altar del Ecce Homo (el Señor de la Cañita) que fue colocado en marzo de 2014, poco después de la reapertura de la catedral tras su última restauración.

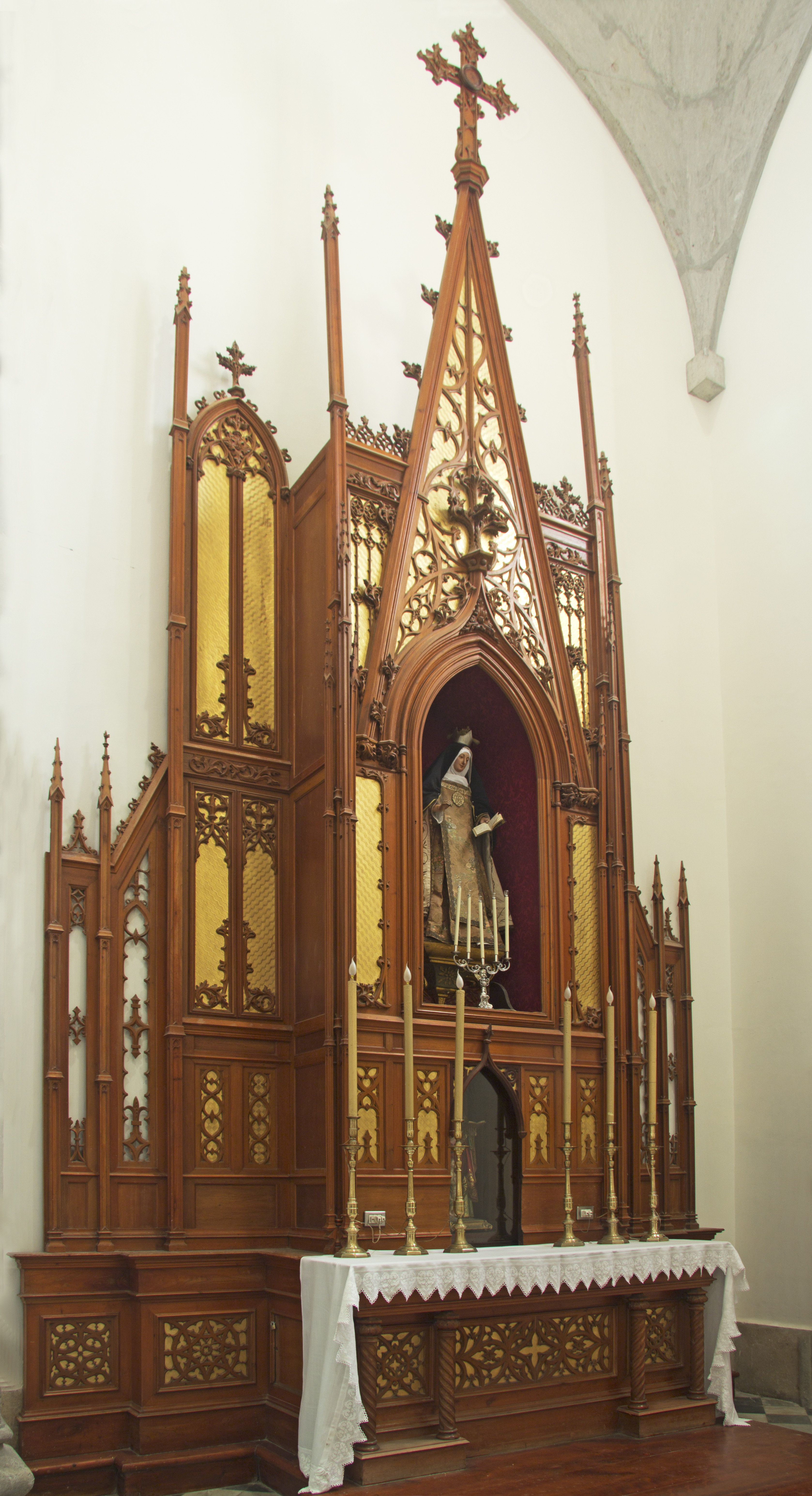
Retablo de Santa Teresa
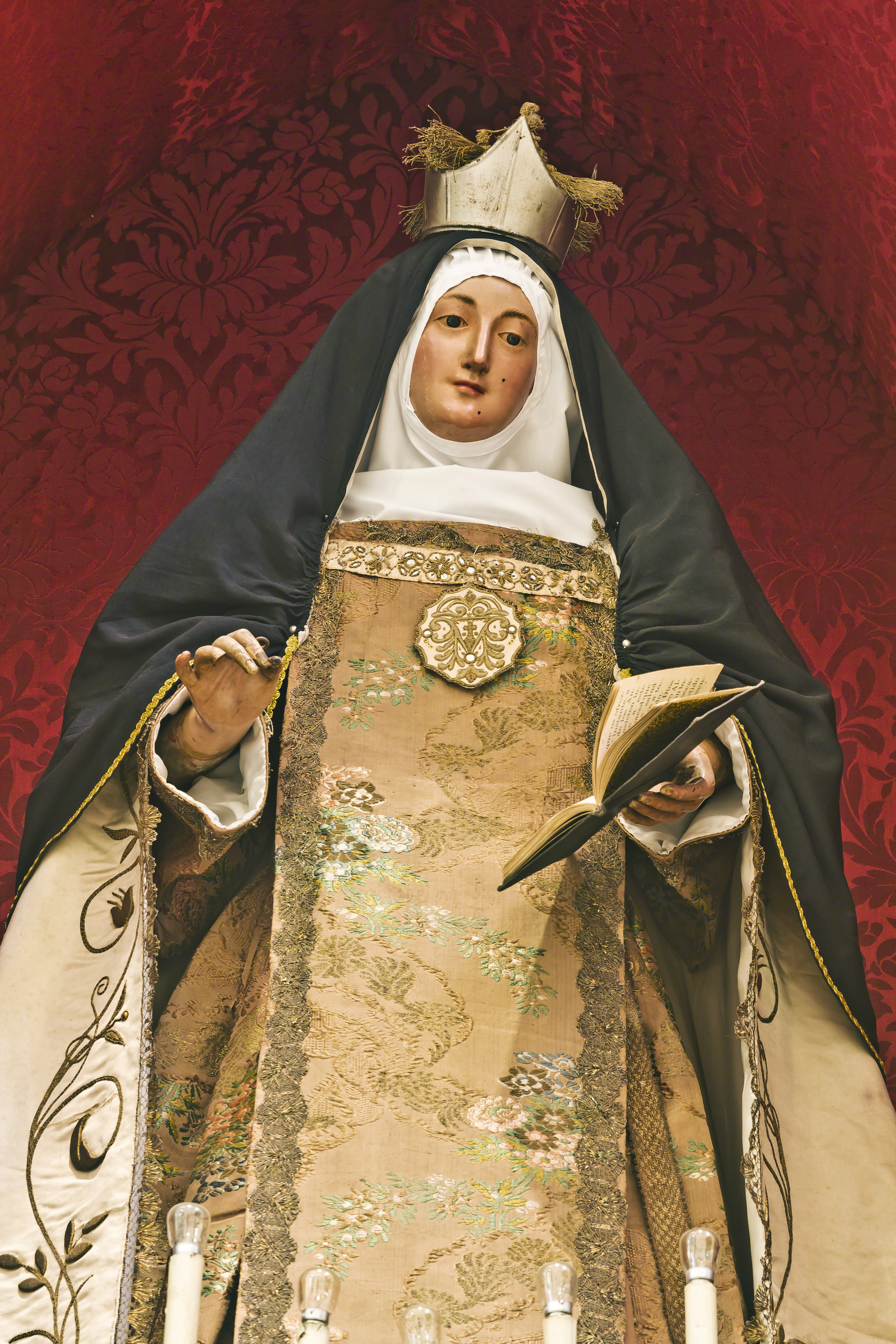
Imagen de la Santa
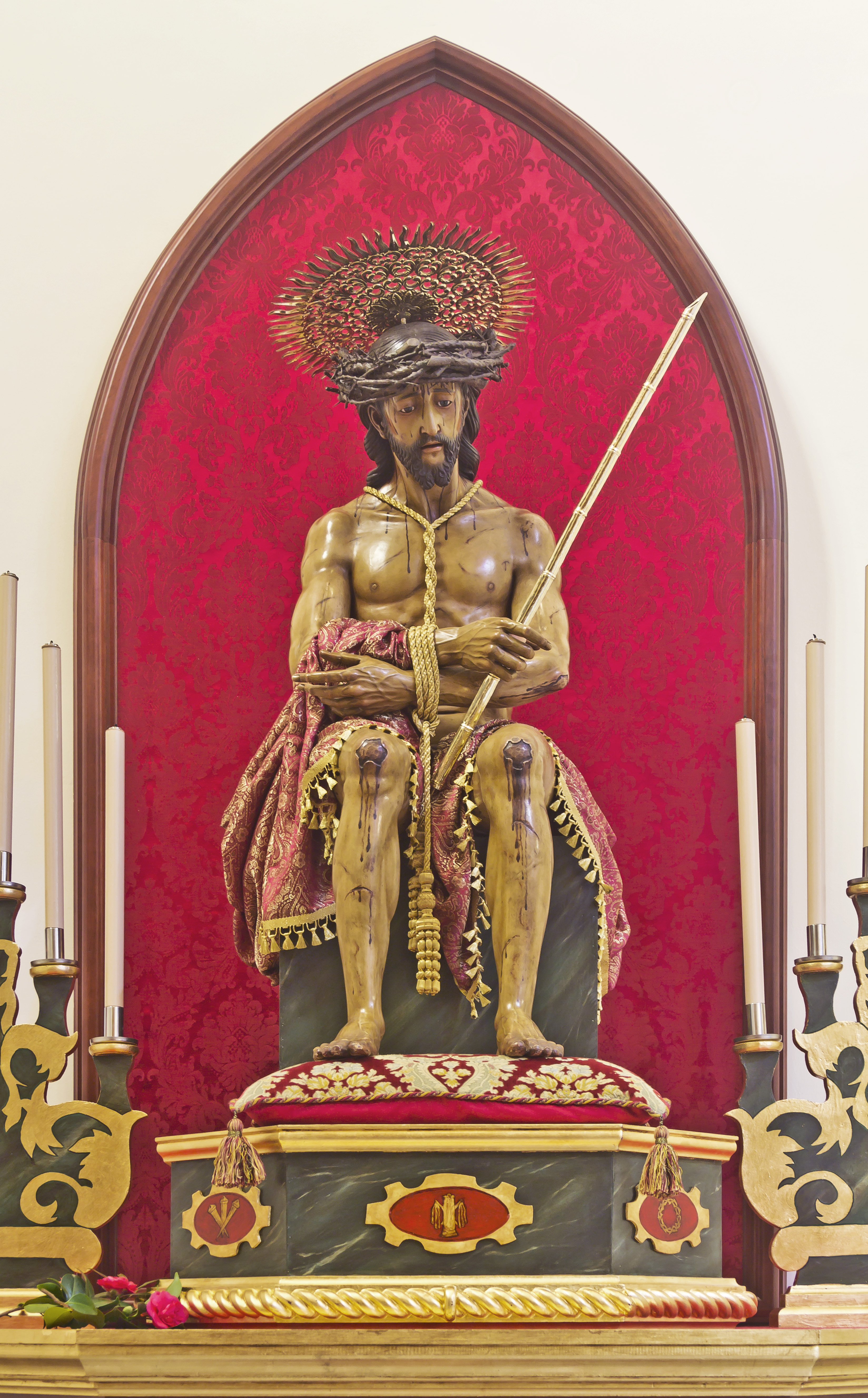
Señor de la Cañita

### Capilla de la Purísima Concepción
Esta capilla, dedicada a la Inmaculada Concepción, se encuentra en el lado derecho (lado de la epístola) de la catedral directamente junto a la Capilla de Nuestra Señora de los Remedios. El altar de la Purísima fue creado en 1915 y sufrió un gran deterioro durante el tiempo que estuvo la catedral cerrada para su restauración entre 2002-2014, aunque, con posterioridad, fue igualmente restaurado. La escultura de la Virgen de la Luz está en esta capilla, es una notable importación peninsular de mediados del siglo XVI. Esta imagen ha sido atribuida al círculo del escultor Roque Balduque, por su gran parecido a las obras de este imaginero sevillano de origen flamenco, entre las que destaca la imagen de Nuestra Señora de la Evangelización que se venera en la Catedral de Lima (Perú). La tumba del obispo Nicolás Rey Redondo, se encuentra en el fondo de la capilla.

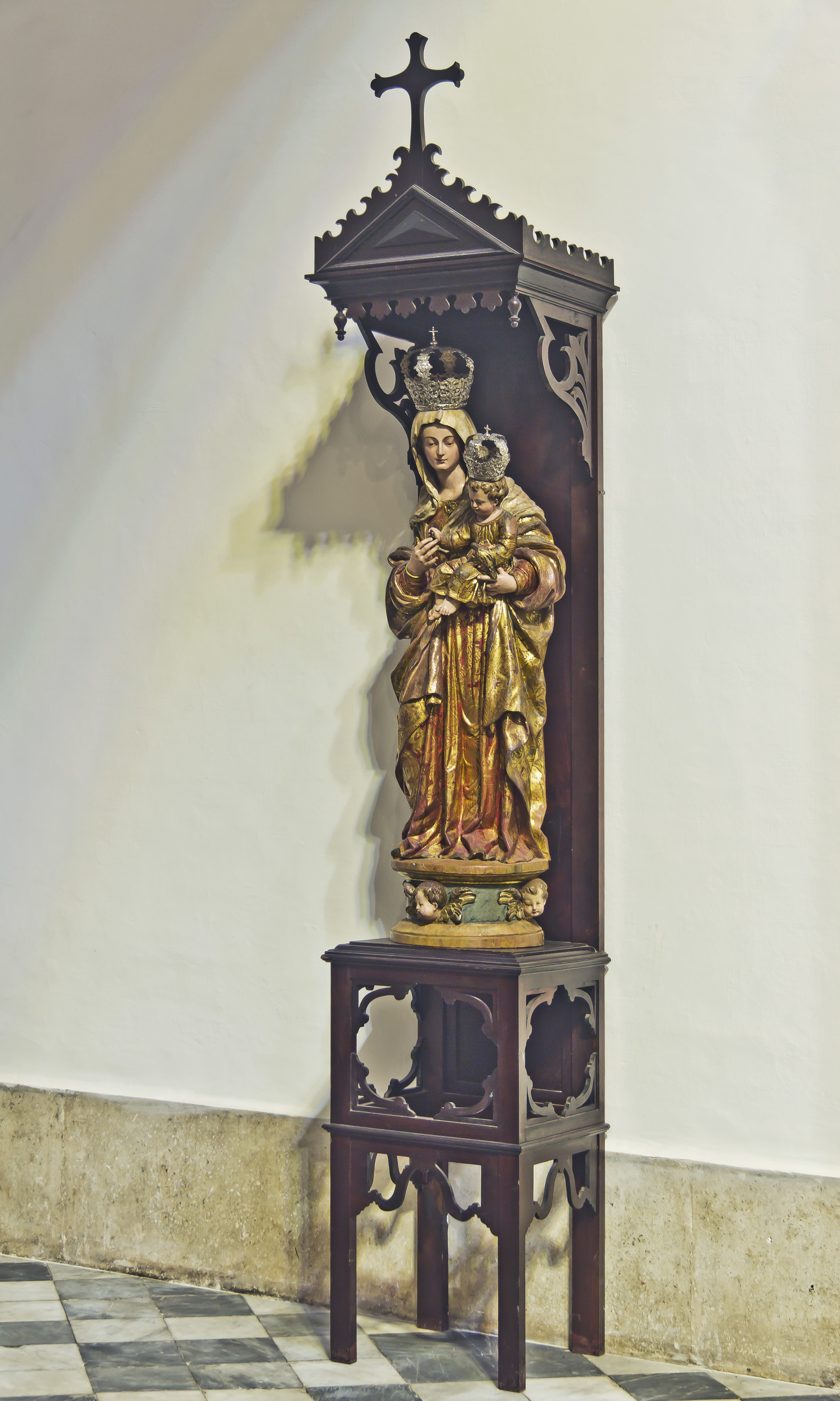
Nuestra Señora de la Luz
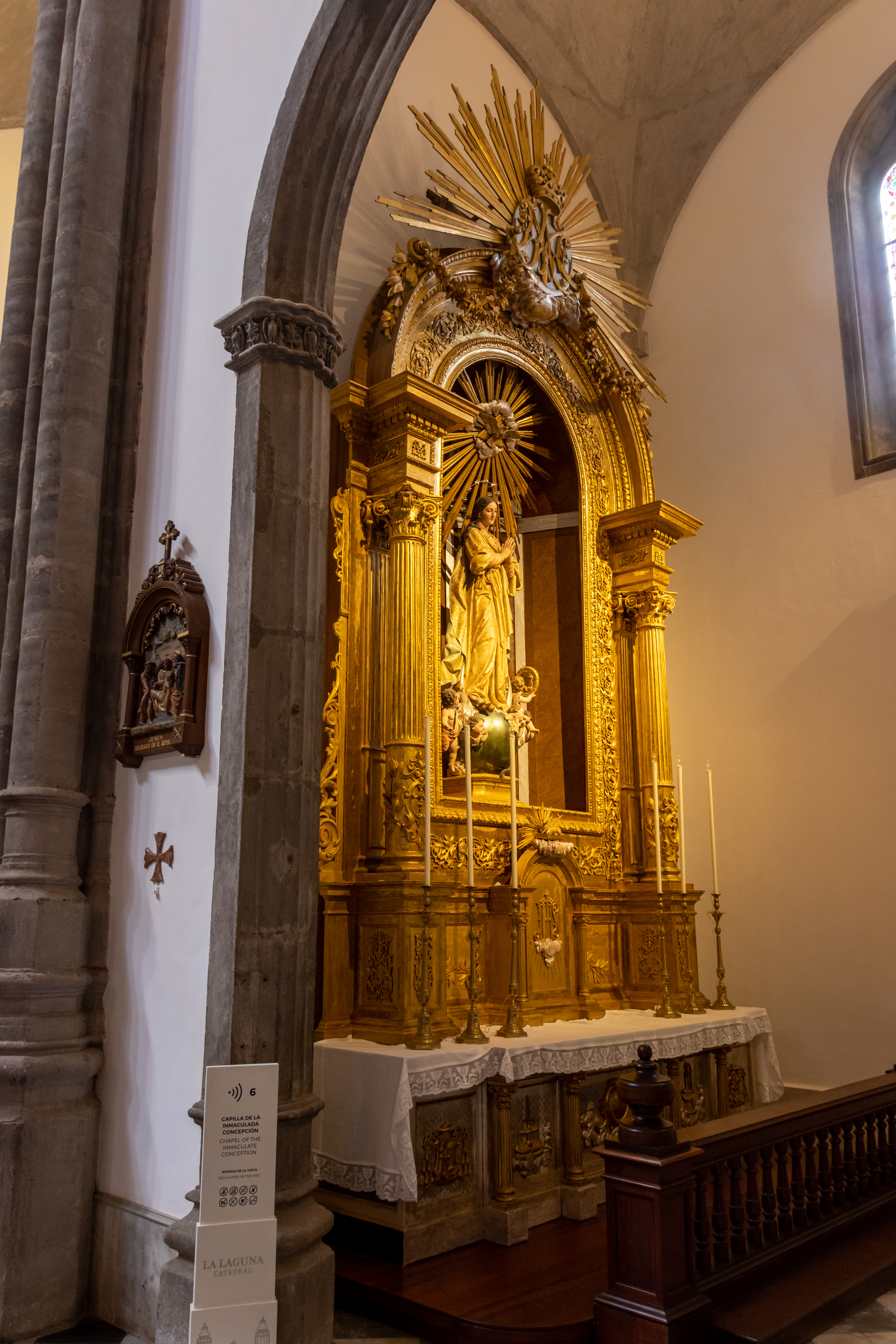
Retablo de la Inmaculada Concepción
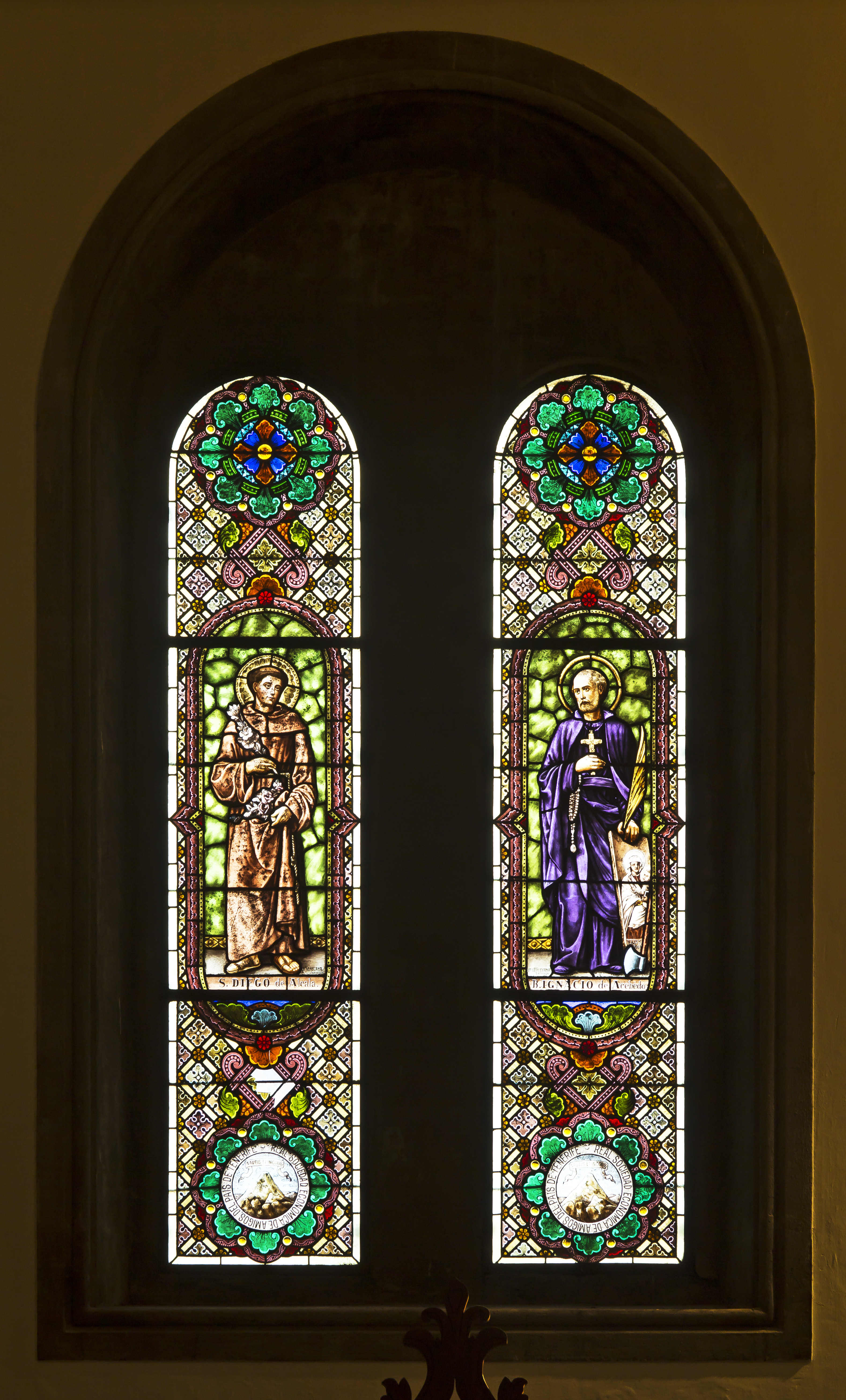
Vidriera que representa a San Diego de Alcalá y del Beato Ignacio de Azevedo

### Capilla del Cristo Atado a la Columna
La escultura del Cristo atado a la columna que la preside, fue bendecida el 6 de junio de 1756 y fue creada por el escultor Pietro Galleano en Génova (Italia). El altar se ejecutó entre 1763 y 1765, y está revestido en oro. Junto al Cristo se encuentra la imagen de Nuestra Señora de las Angustias realizada en Sevilla y atribuida al escultor Gabriel de Astorga y Miranda, y en la otra hornacina se encuentra la imagen Santa María Magdalena, obra de Fernando Estévez de Salas. En una peana junto al retablo se encuentra la imagen del Sagrado Corazón de Jesús. En esta capilla se encuentra la tumba del obispo Luis Franco Cascón.

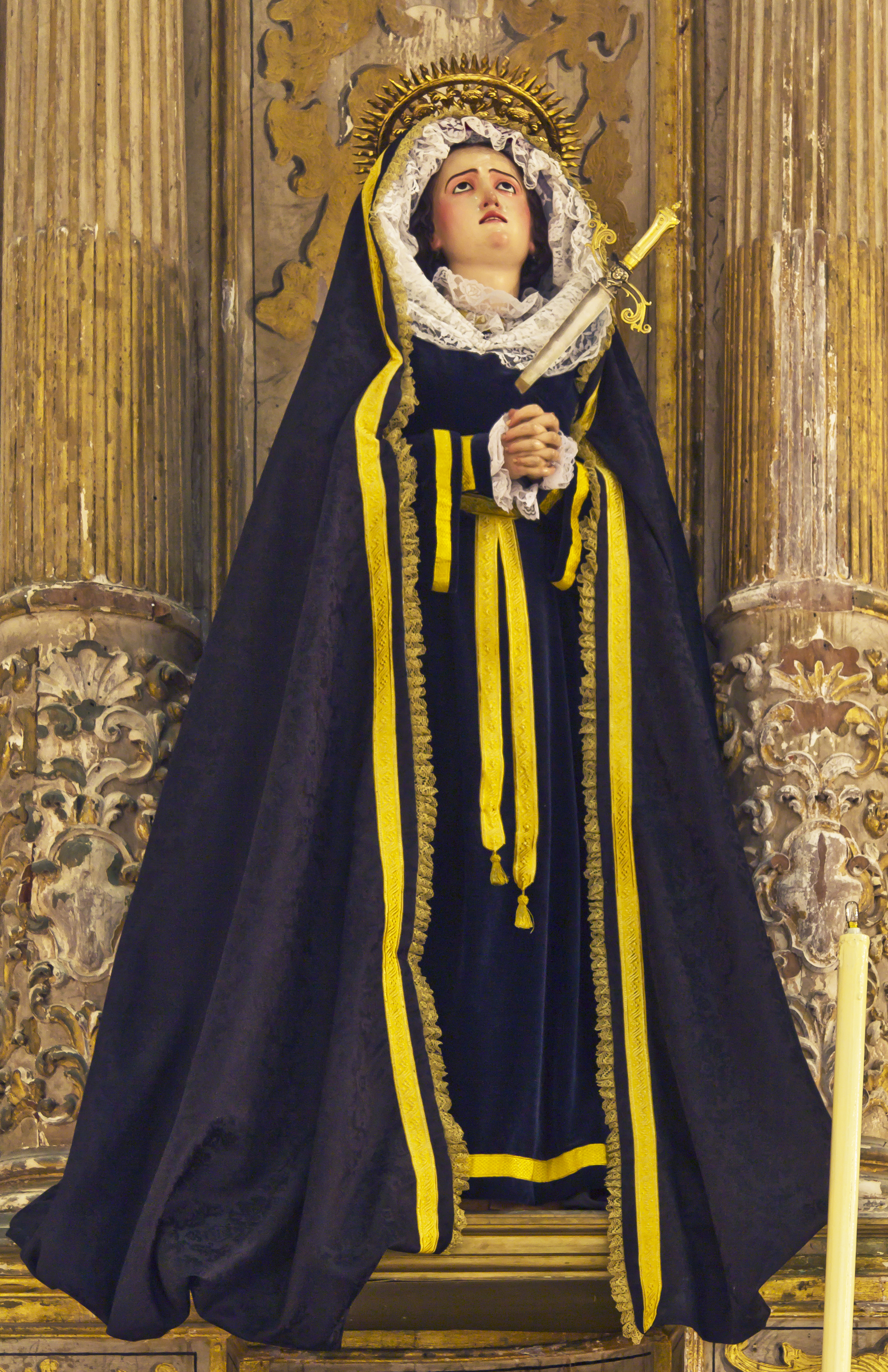
Nuestra Señora de las Angustias
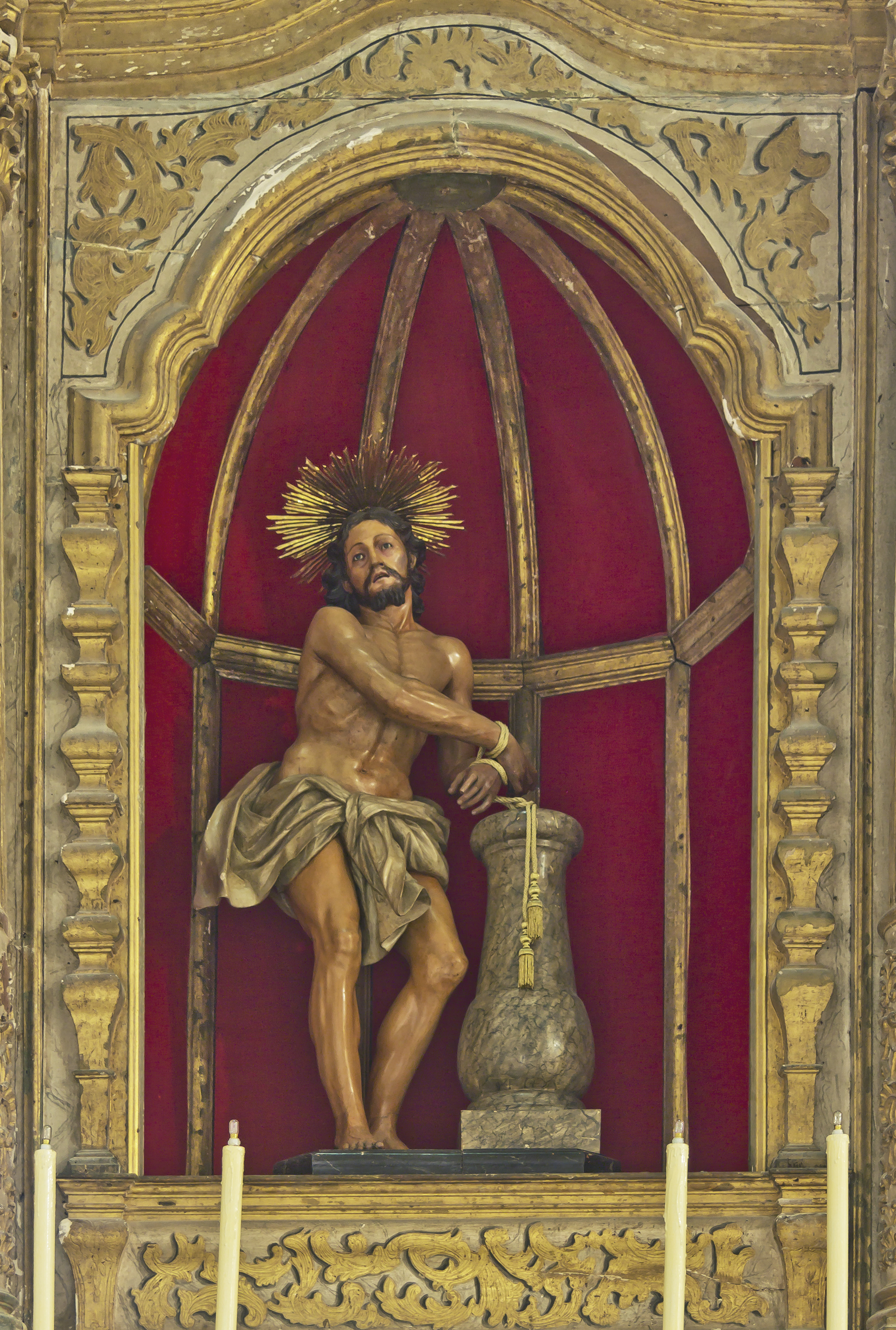
Cristo atado a la columna
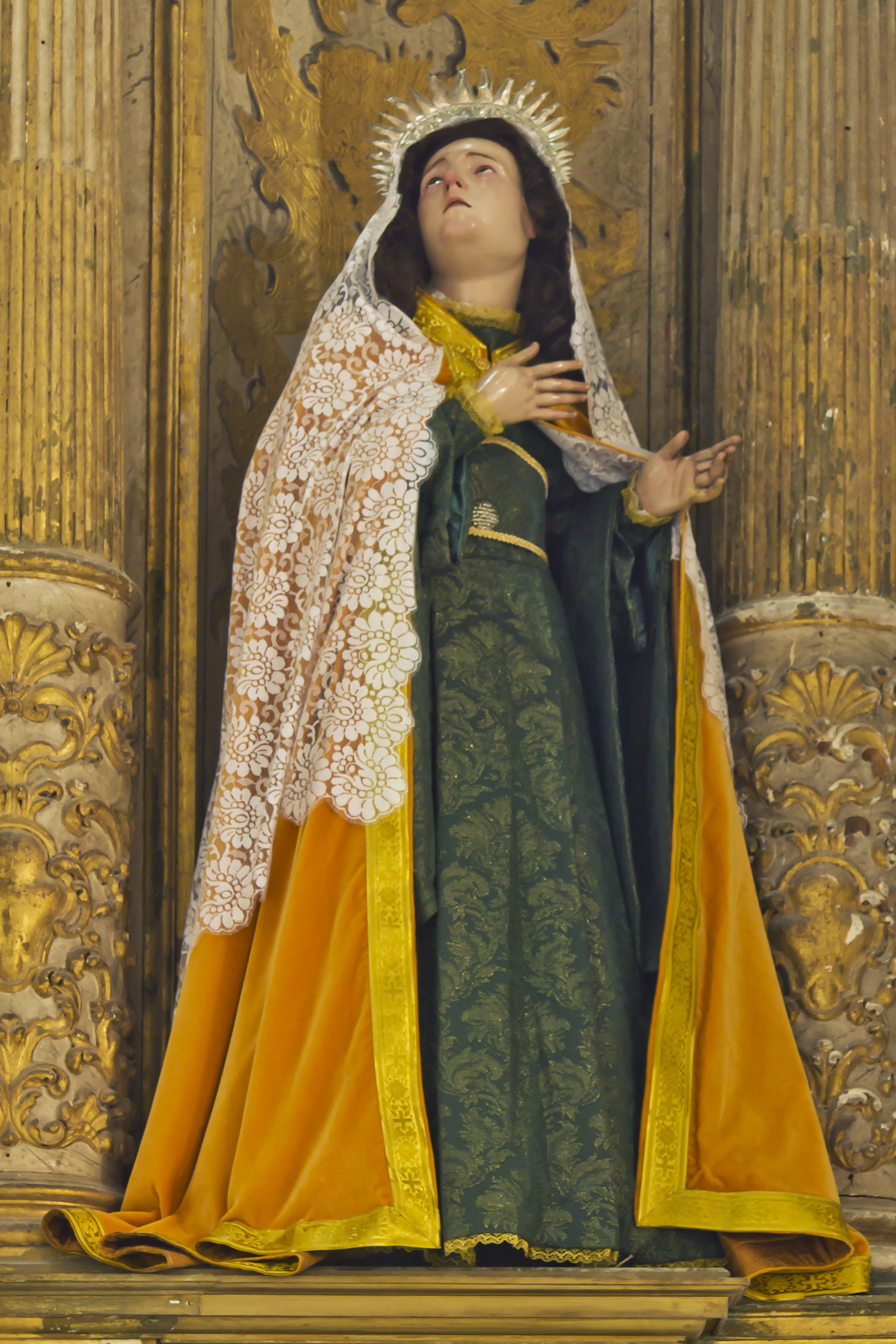
Santa María Magdalena

### Capilla de Nuestra Señora de Candelaria
El altar de la Virgen de Candelaria inicialmente estaba dedicado a la Virgen de la Merced. La imagen de la Virgen de Candelaria es una réplica de la patrona de Canarias que se venera en su Santuario-Basílica de la Villa Mariana de Candelaria. Esta imagen fue realizada por el escultor lagunero Faustino Álvarez Hernández y restaurada por el orotavense Ezequiel de León Domínguez, quién de hecho, restauró íntegramente en los años 70 del siglo XX la imagen original de la Candelaria que se venera en su Basílica. Junto a la Virgen se encuentran las imágenes de los santos canarios San José de Anchieta y el Santo Hermano Pedro de Betancur. En esta capilla se encuentra además, la imagen de Nuestro Padre Jesús Nazareno, de la Casa Burillo de Valencia y que llegó a la ciudad de La Laguna en el año 1901, y la Virgen de la Soledad, del siglo XVIII, obra escultor lagunero José Rodríguez de la Oliva.

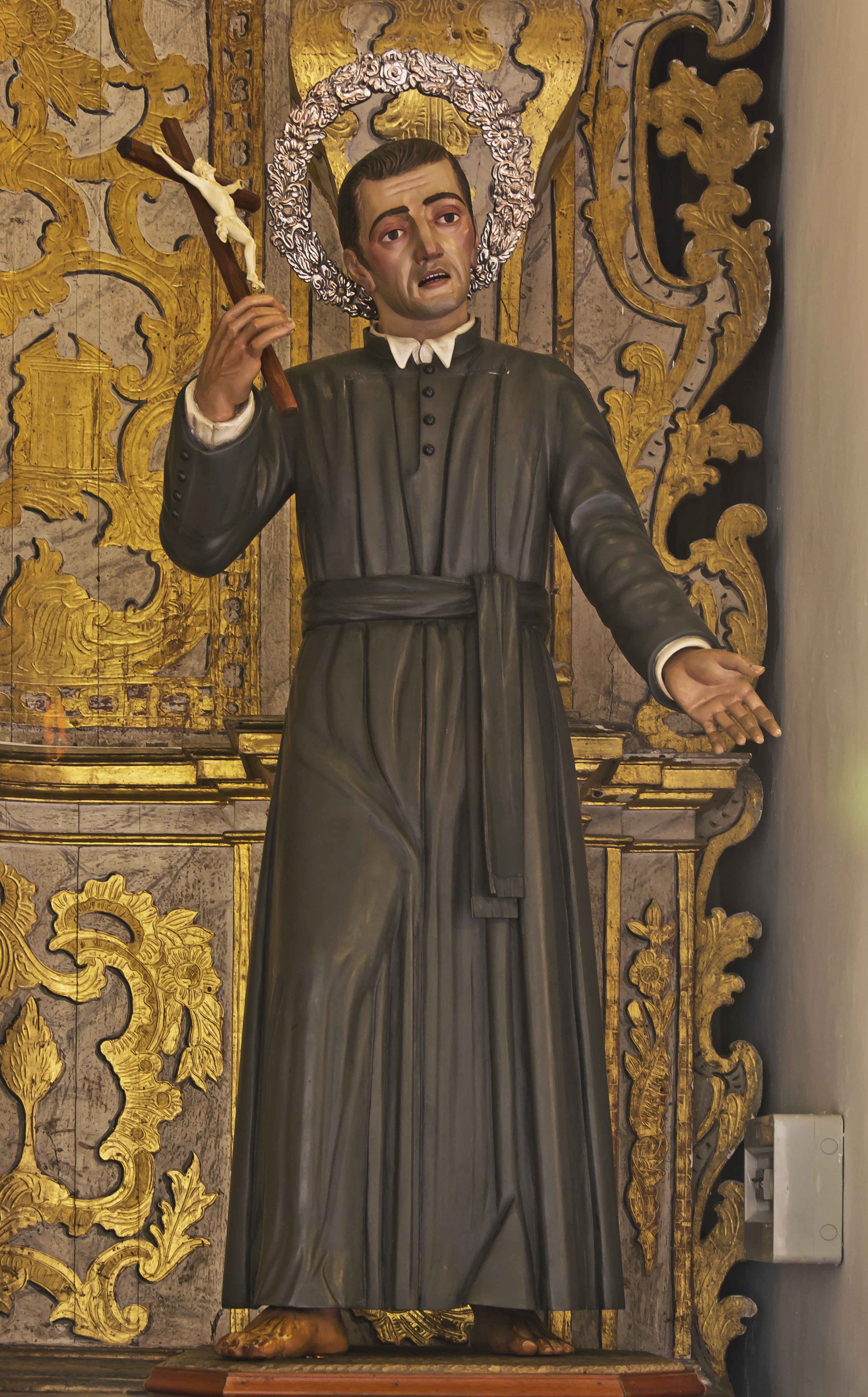
San José de Anchieta
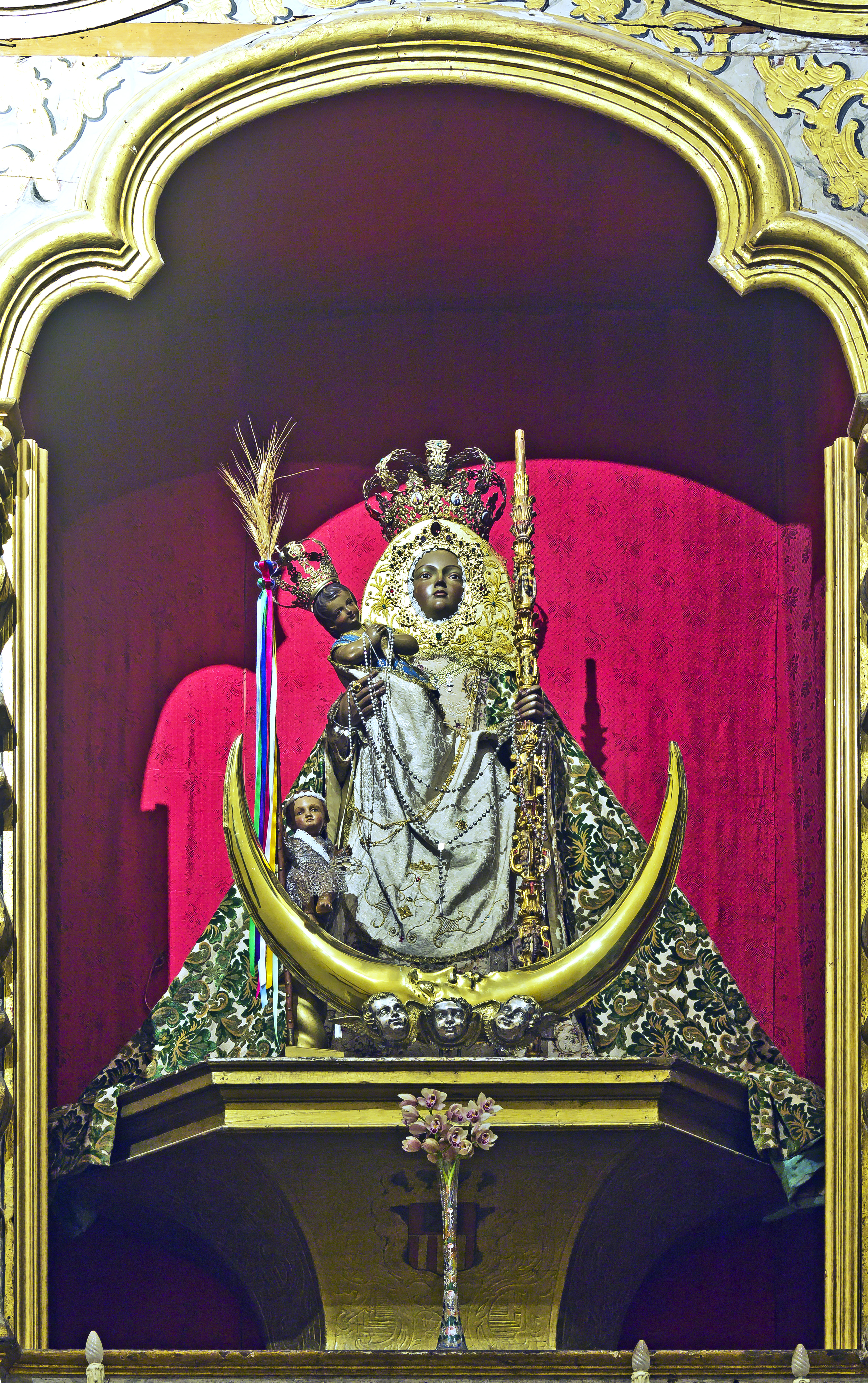
Virgen de Candelaria
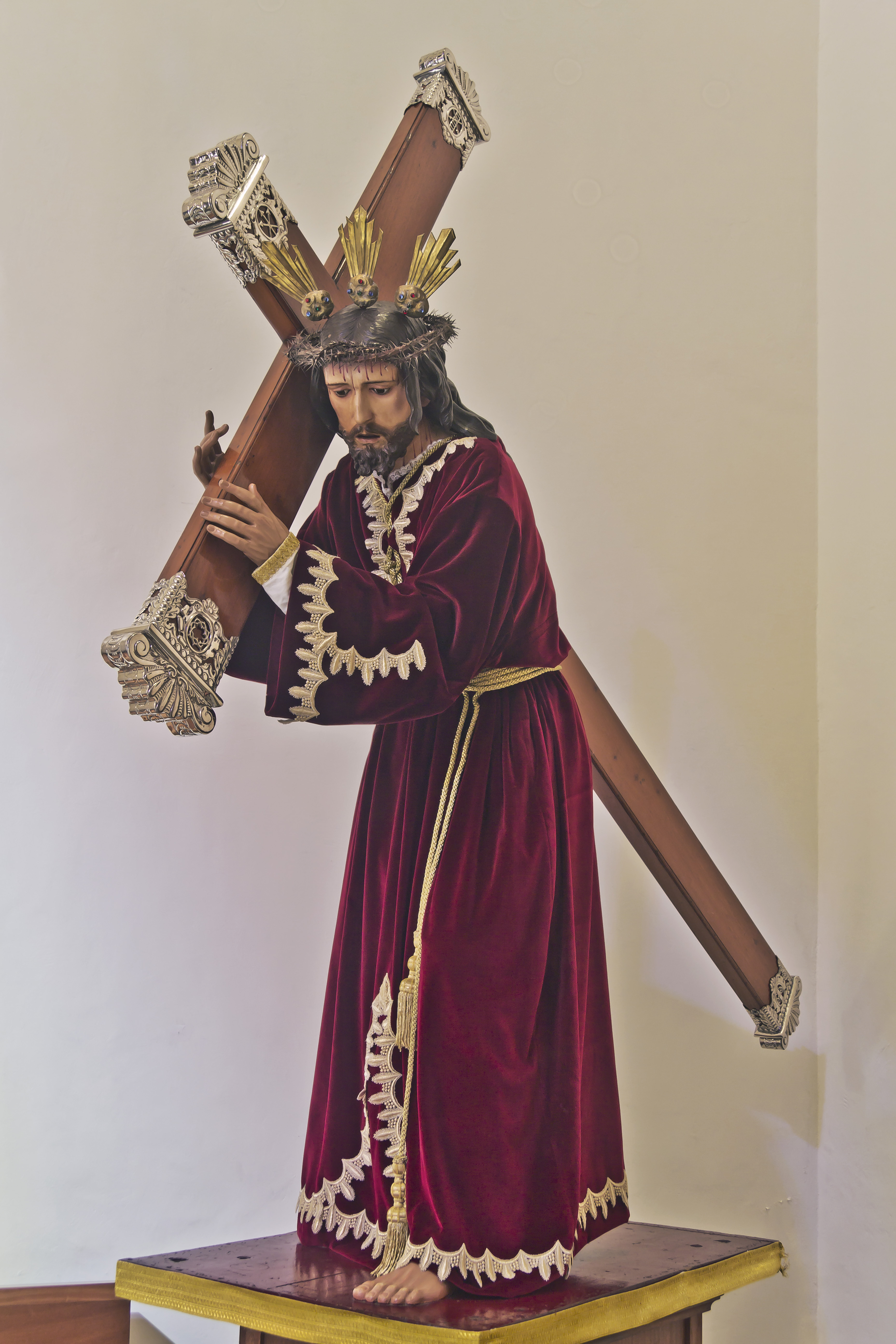
Nuestro Padre Jesús Nazareno

### Capilla de San José
La imagen de San José de Nazaret es una talla de vestir y de finales del siglo XVII, realizado por Lázaro González de Ocampo. La figura del Niño Jesús es de época posterior. A su lado, la escultura de Santa Ana es considerada una obra de arte de la escuela canaria del siglo XVIII. La escultura de San Joaquín también se considera una obra de arte de la escuela canaria del mismo siglo. En la parte superior del retablo se encuentra una pequeña imagen de madera de San Jerónimo de Estridón.

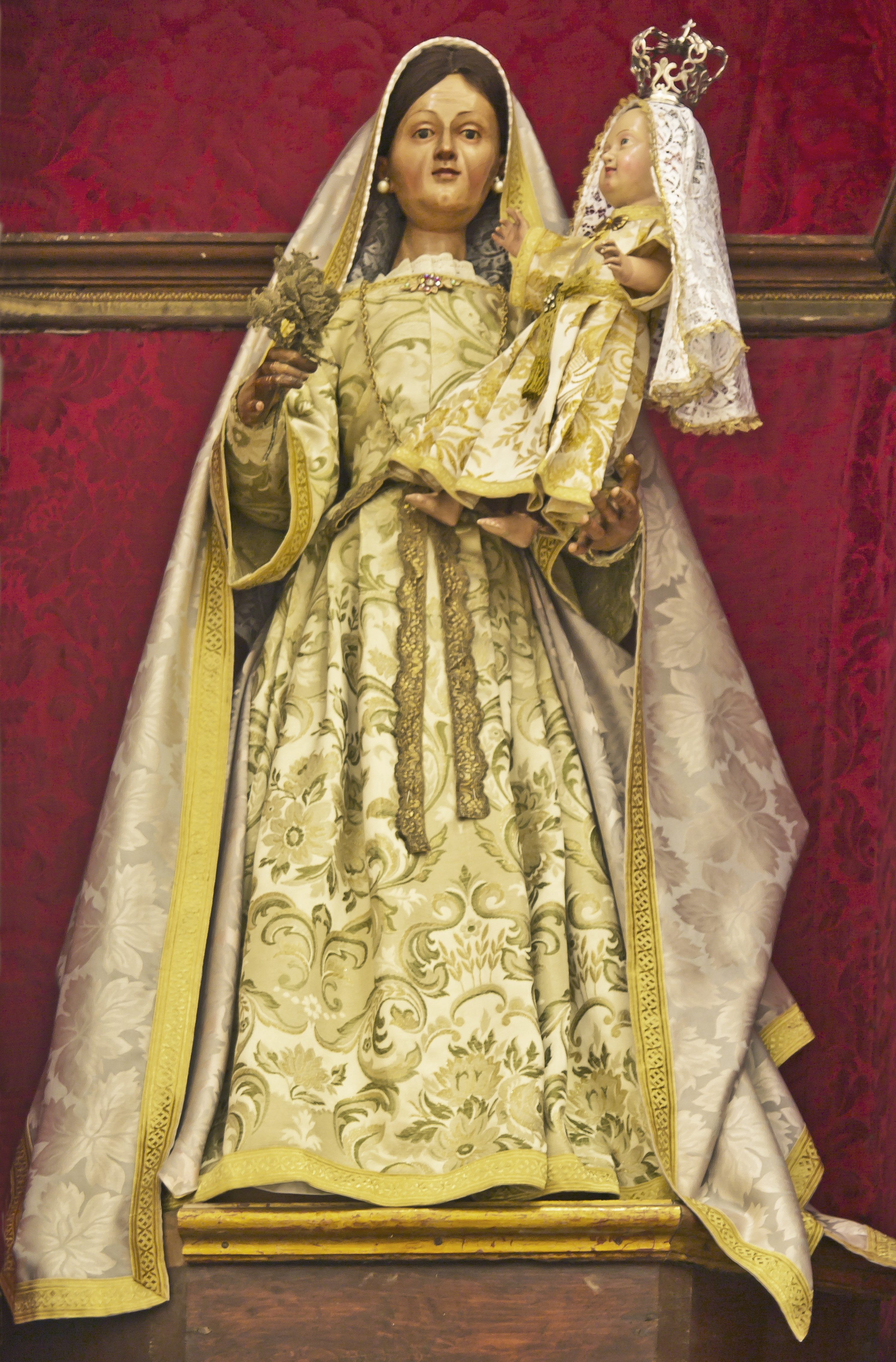
Santa Ana
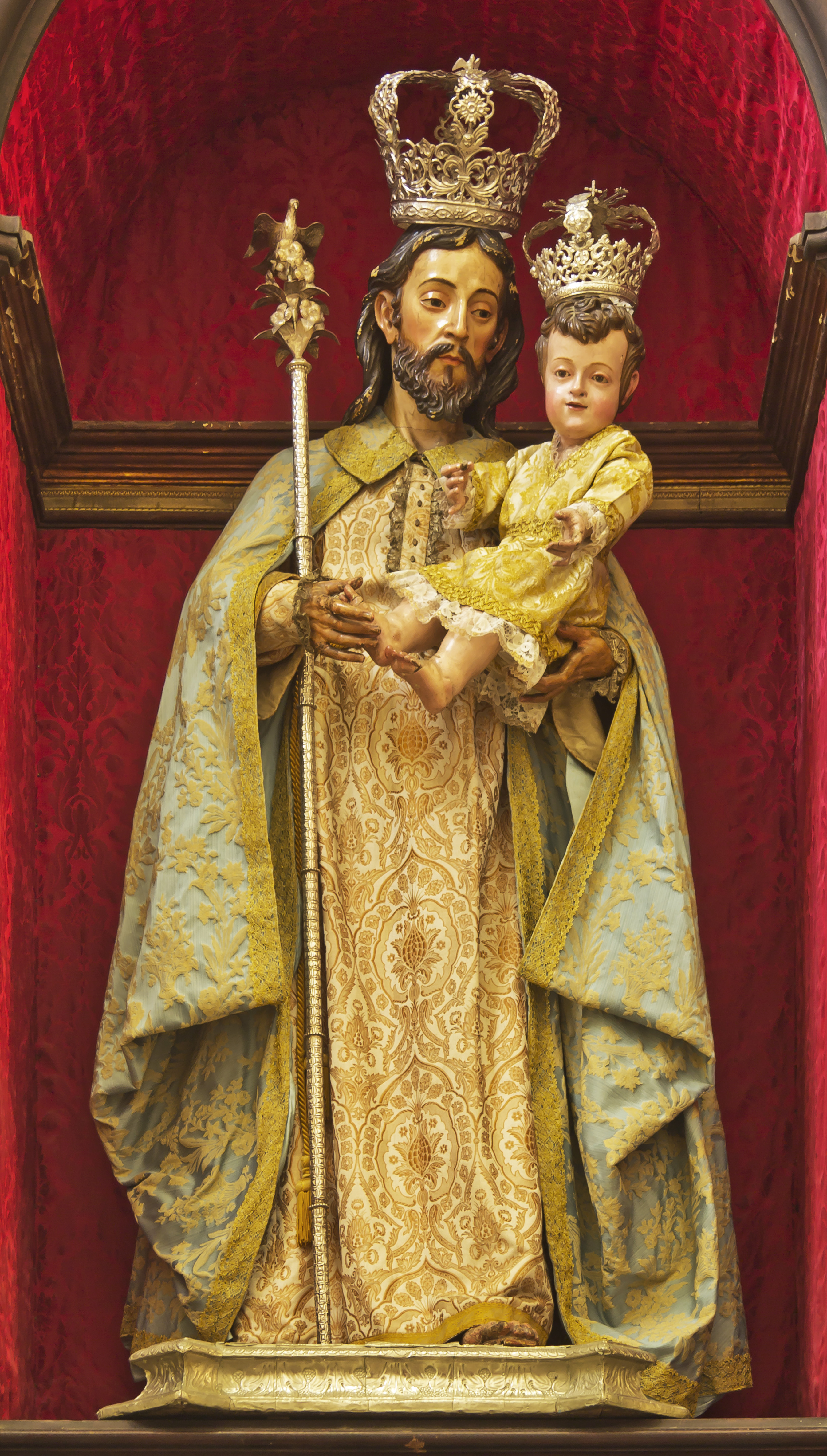
San José
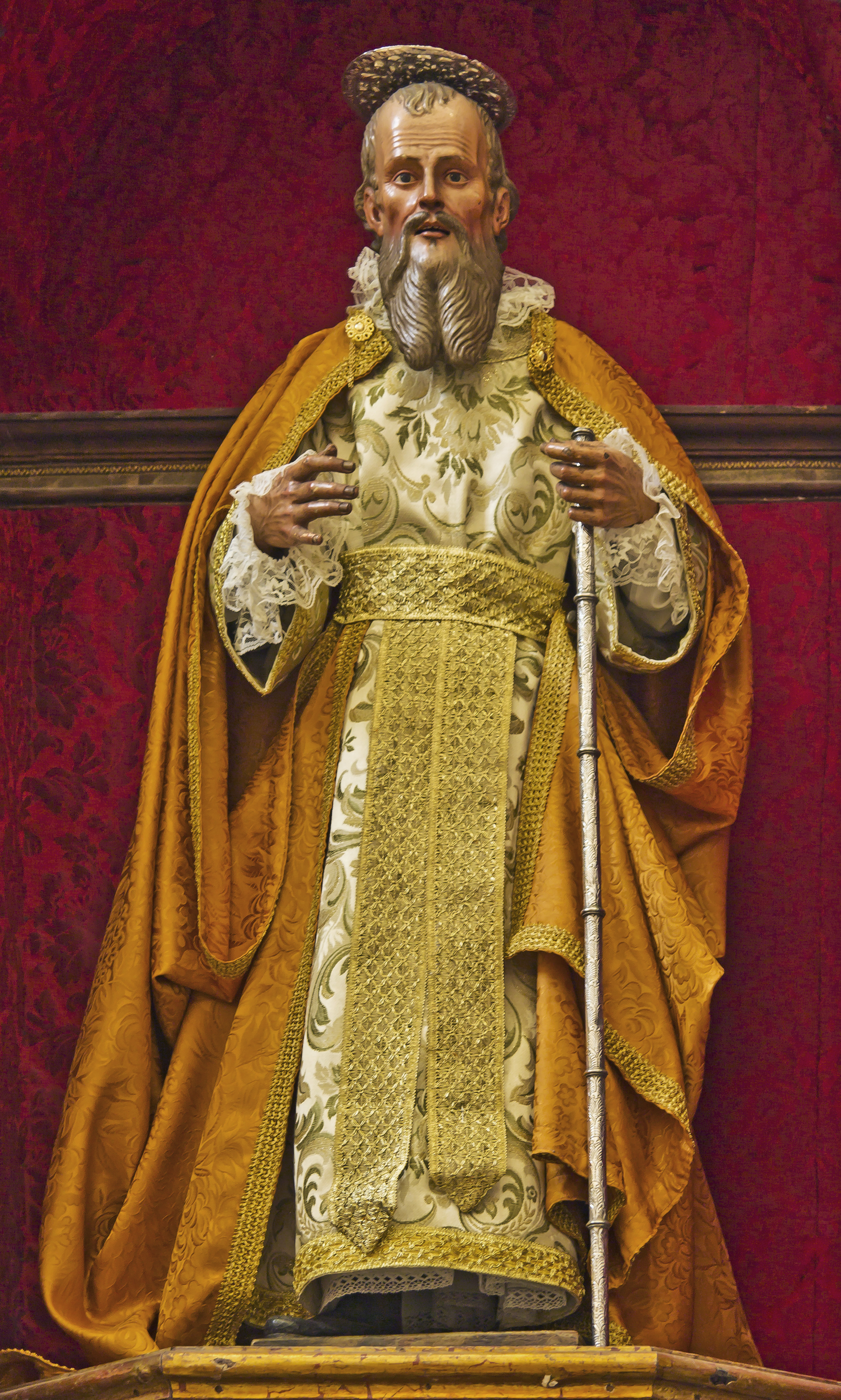
San Joaquín

### Capilla de Santa Bárbara
El altar de Santa Bárbara es de estilo neogótico. Fue diseñado por el artista santacrucero Francisco Bonnín Guerín y creado por los miembros del cuerpo de artillería de Santa Cruz de Tenerife. Este altar se encontraba inicialmente en la Iglesia de San Francisco de Asís en Santa Cruz de Tenerife. También está en esta capilla el altar de Nuestra Señora de la Salette el cual fue donado por Estanislada González en 1915.

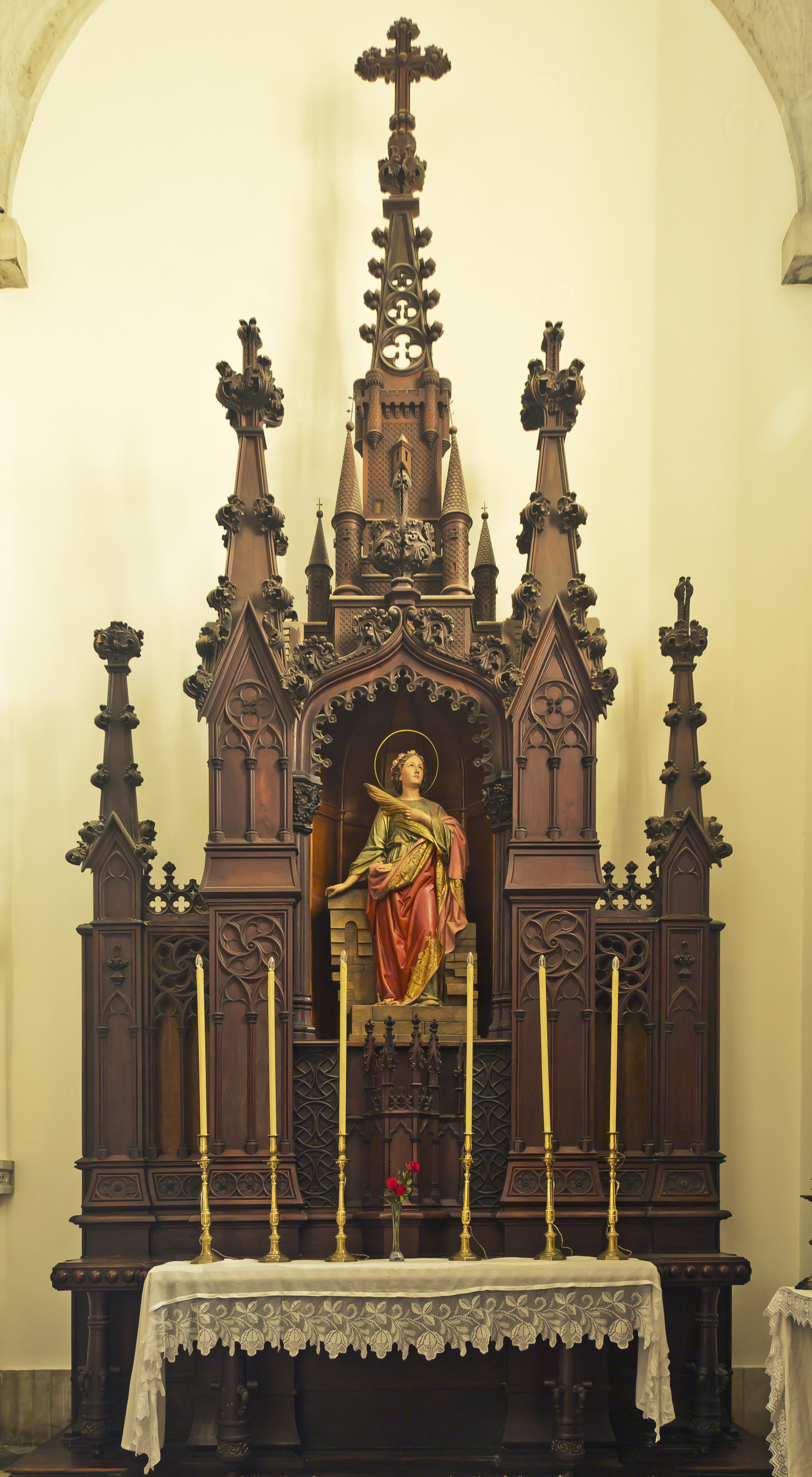
Retablo neogótico de Santa Bárbara
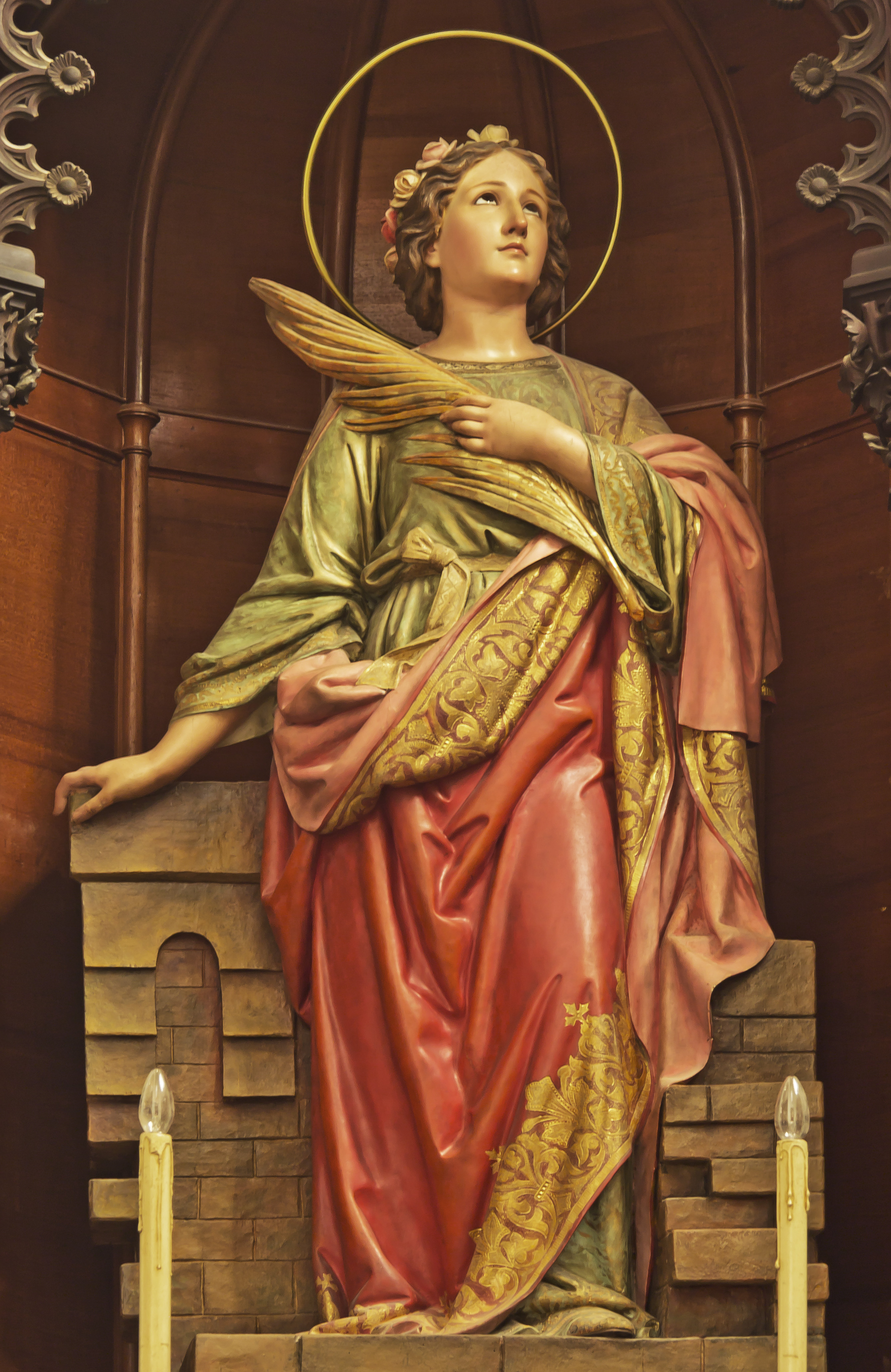
Imagen de la Santa
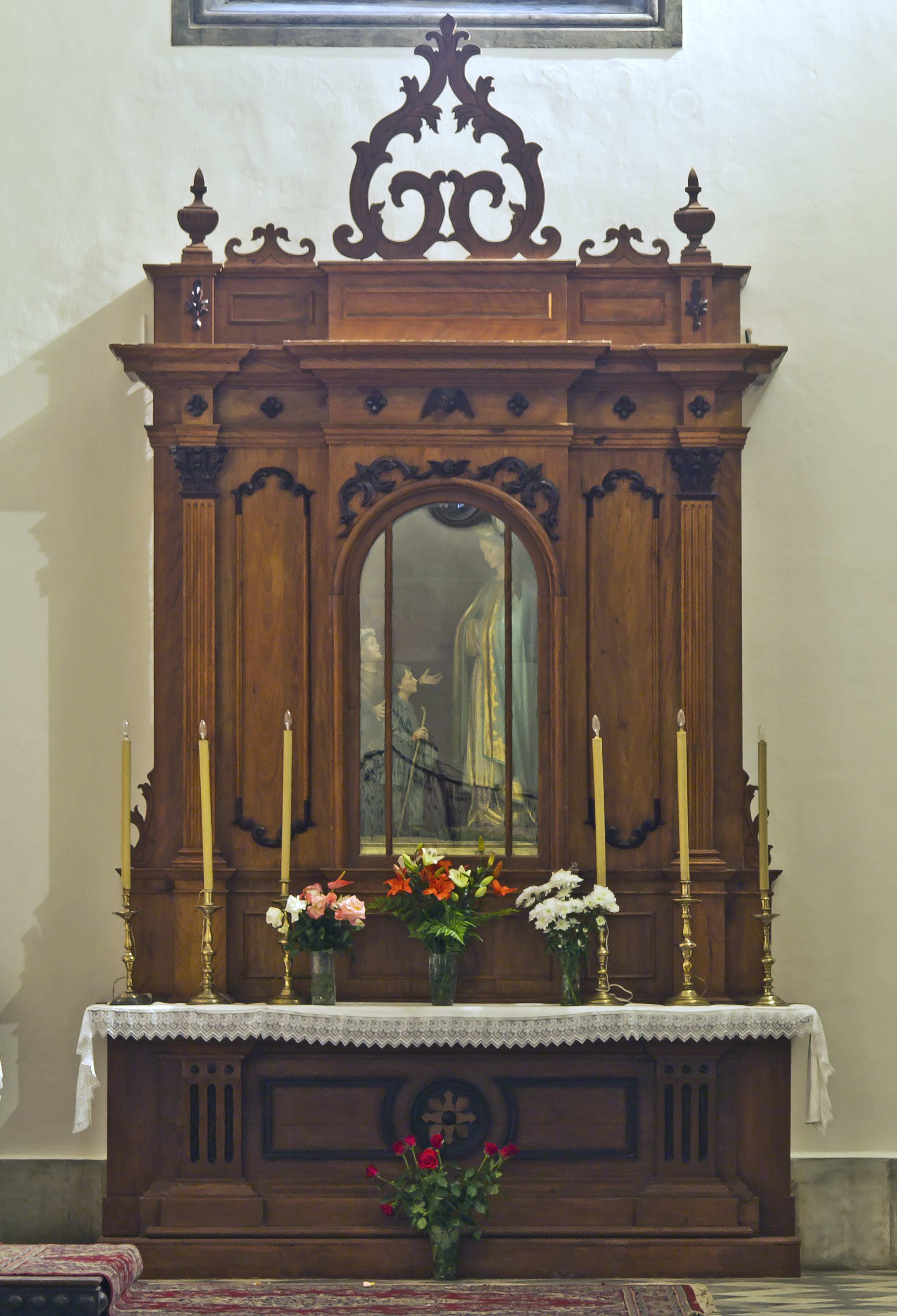
Retablo de Nuestra Señora de la Salette

### Capilla de Nuestra Señora del Carmen
El altar de la Virgen del Carmen es otro altar de estilo neogótico. En el centro está la imagen de esta Virgen curiosamente vestida al gusto barroco, presenta un rostrillo, algo inusual en esta advocación mariana. La talla está en la catedral desde 1619. En los nichos laterales están las esculturas de San Andrés Apóstol y Santa Teresa de Lisieux.
En un lateral está la imagen del Santísimo Cristo de Burgos. La original talla de este Cristo que se veneraba en la ciudad fue destruida por un incendio en 1964 en el convento de San Agustín donde se encontraba. La imagen actual, es del imaginero Ezequiel de León y como elementos iconográficos destacan una enagua sobrepuesta al paño de pureza y los cuatro clavos, típicos de los crucificados románicos. En los últimos años se ha recuperado la tradición de colocar a los pies de la cruz unos huevos de avestruz, a semejanza de los que según la tradición fueron donados por un mercader al Cristo burgalés.

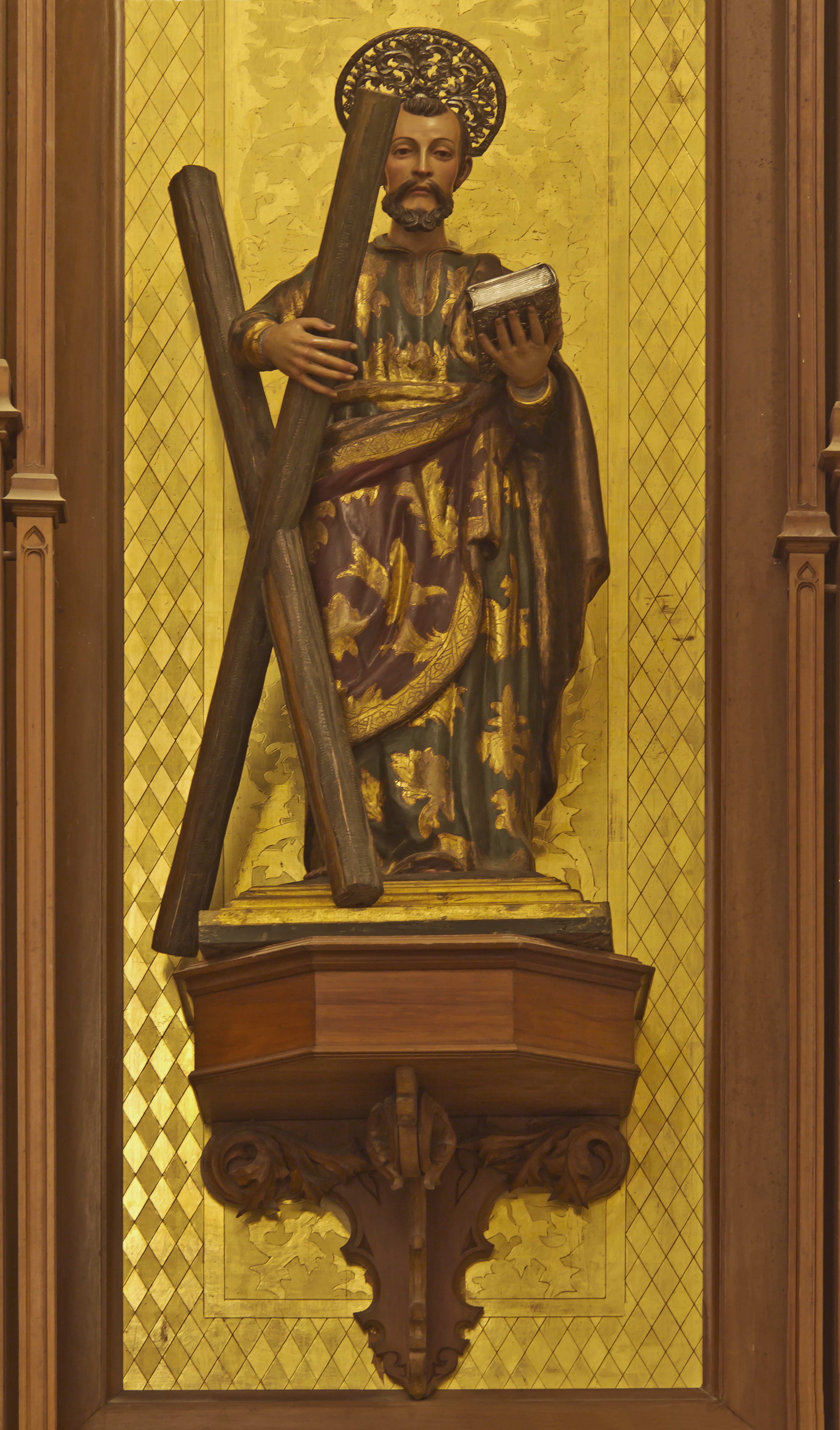
San Andrés Apóstol, en el retablo de la virgen del Carmen
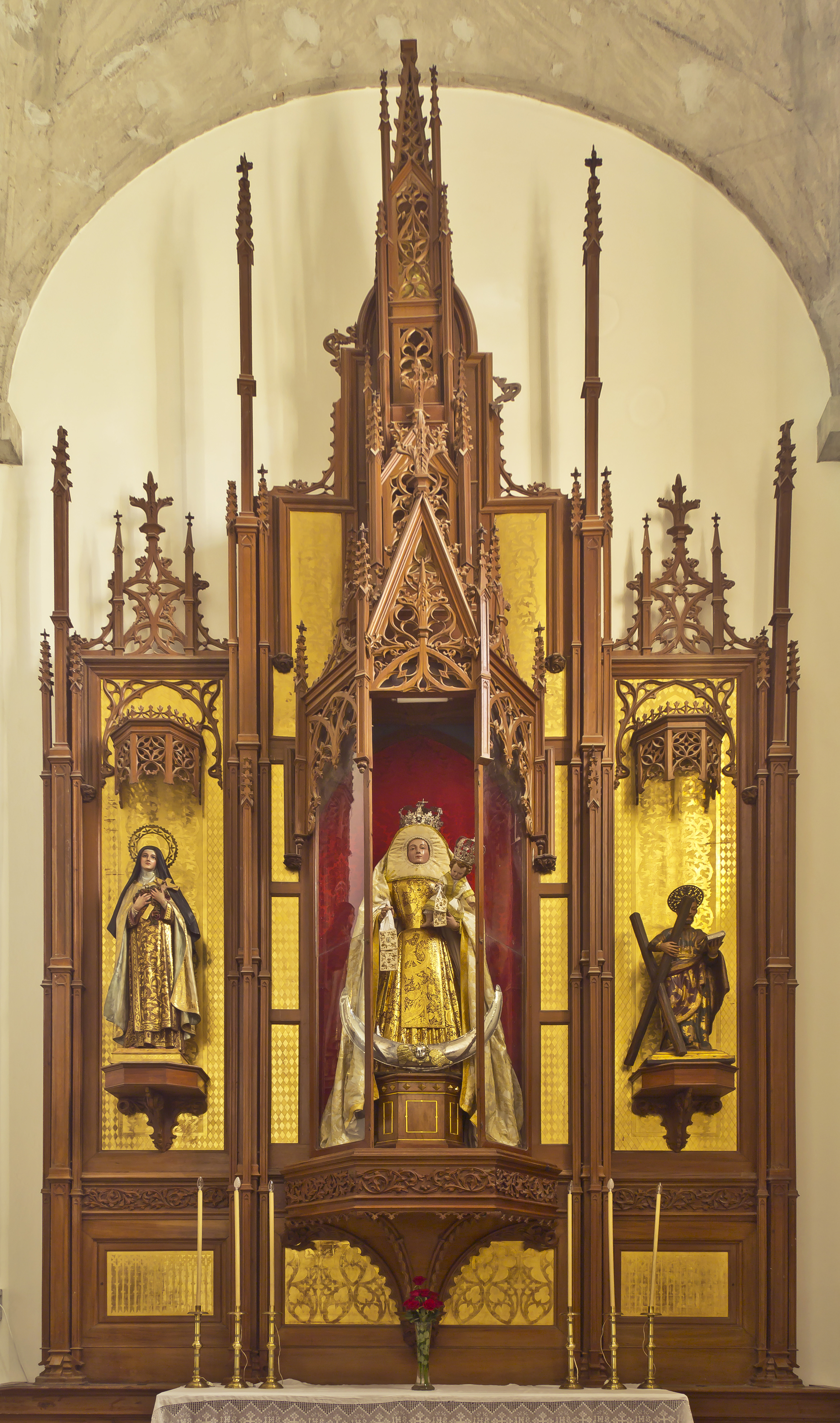
Retablo de la virgen del Carmen
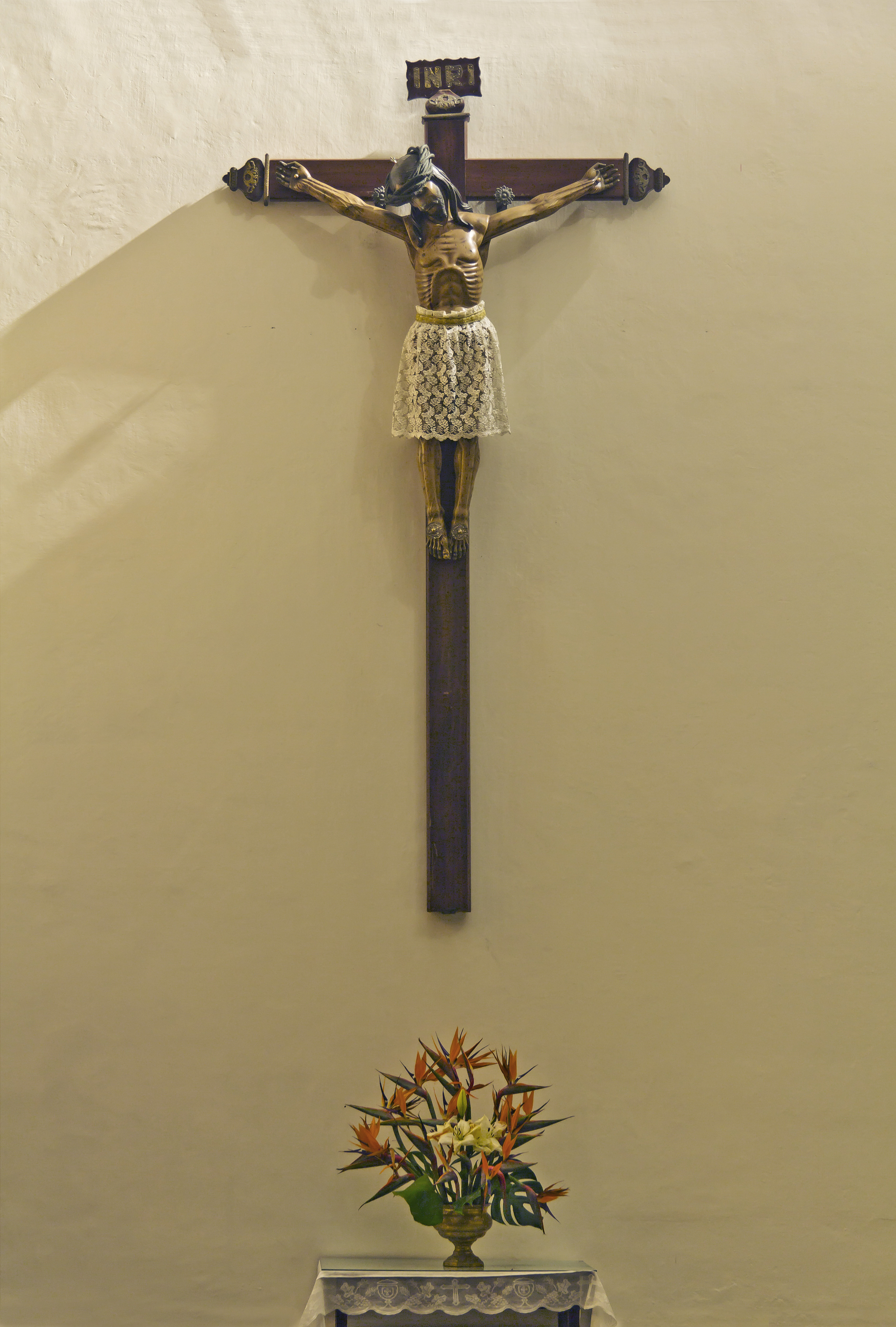
Talla del Santísimo Cristo de Burgos

### Capilla del Baptisterio
La mayor parte de esta capilla está ocupada por una pila bautismal de 1969. También se encuentra en esta capilla, el retablo de Santo Tomás de Aquino y la escultura que lo representa. A su lado está la imagen de la Virgen de la Merced que fue realizada por el escultor José Rodríguez de la Oliva, una talla de vestir, como lo es la de San Lorenzo, que probablemente data de la segunda mitad del siglo XVII.

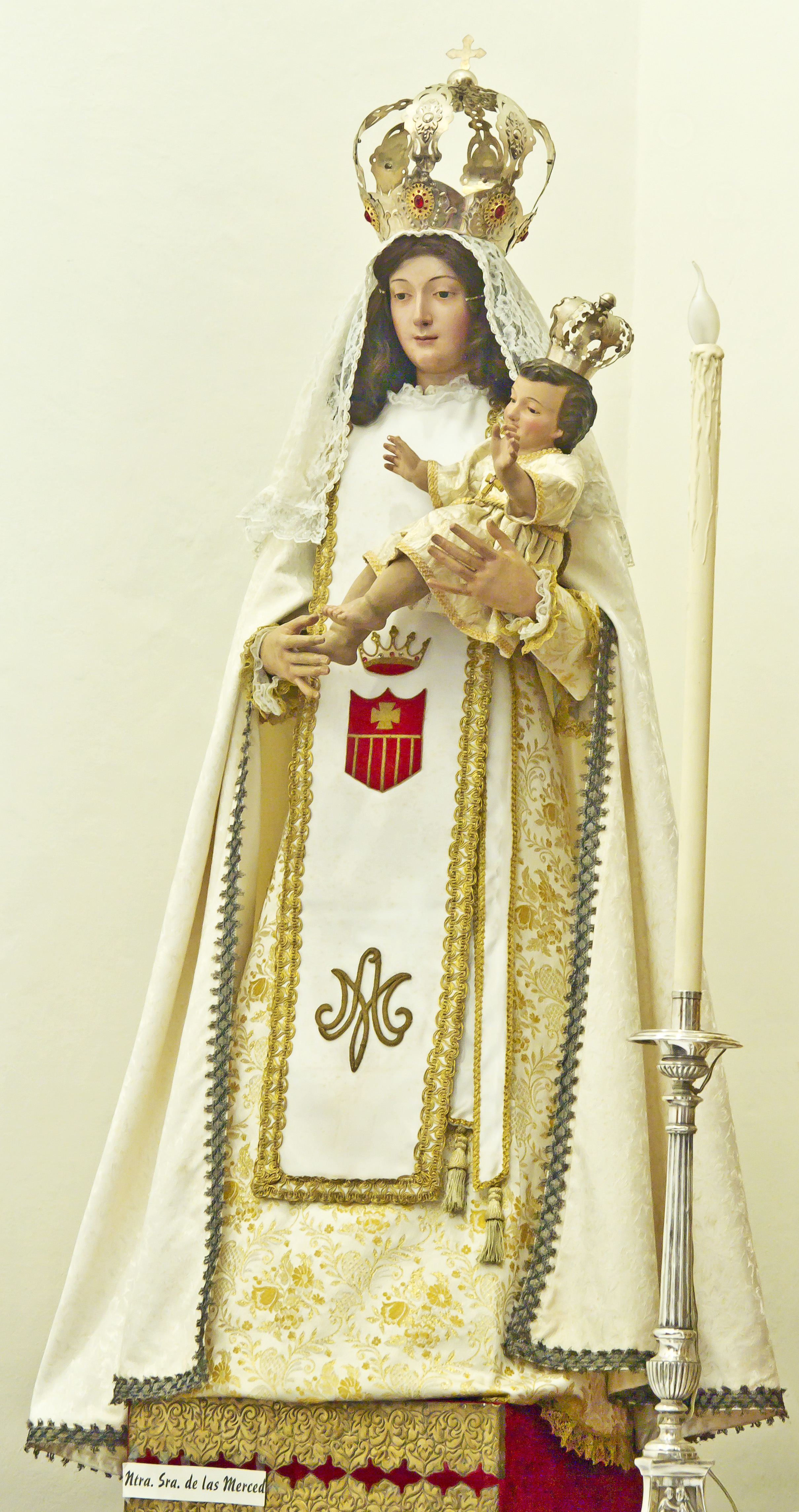
Nuestra Señora la Virgen de la Merced
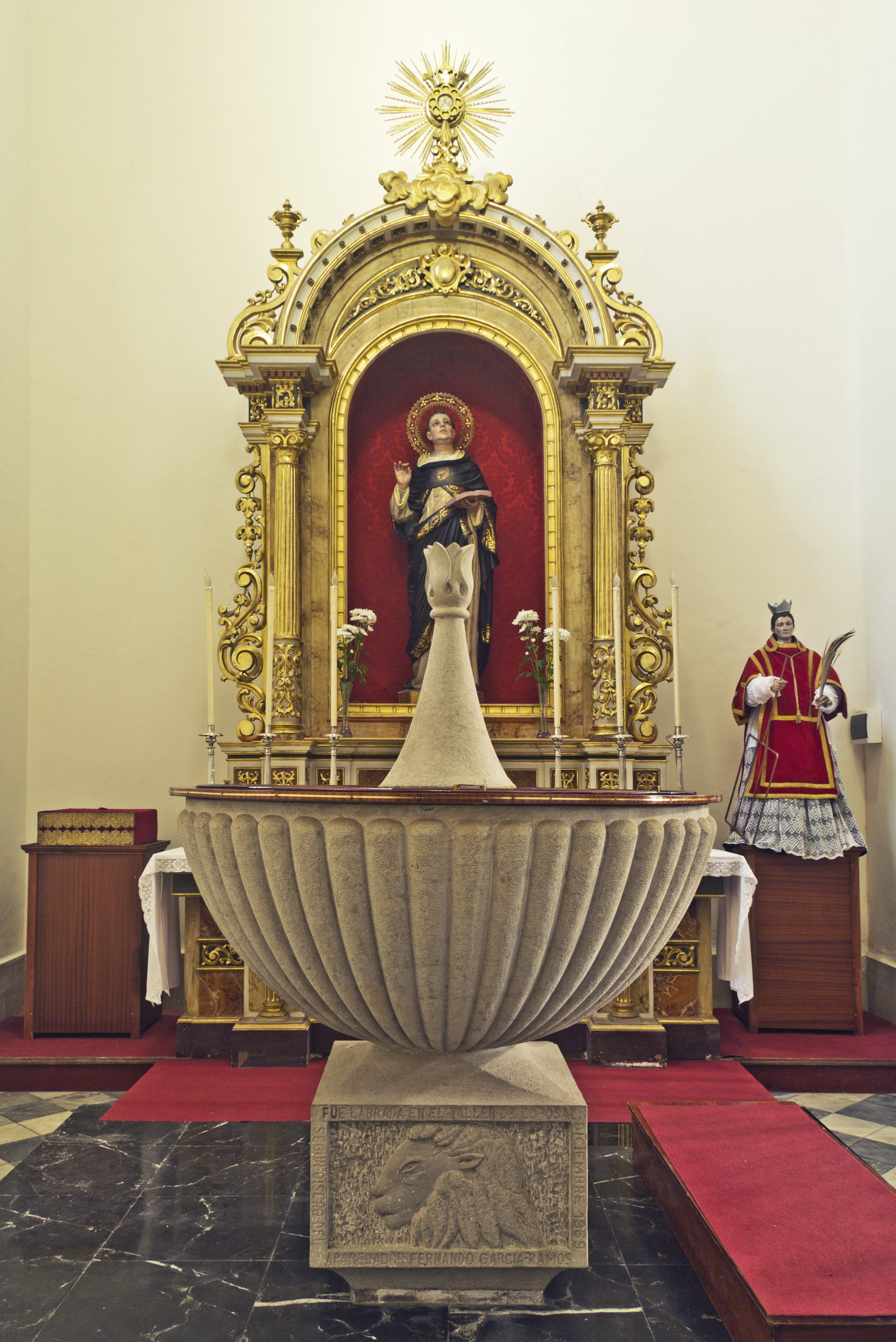
Retablo de Santo Tomás de Aquino y pila bautismal
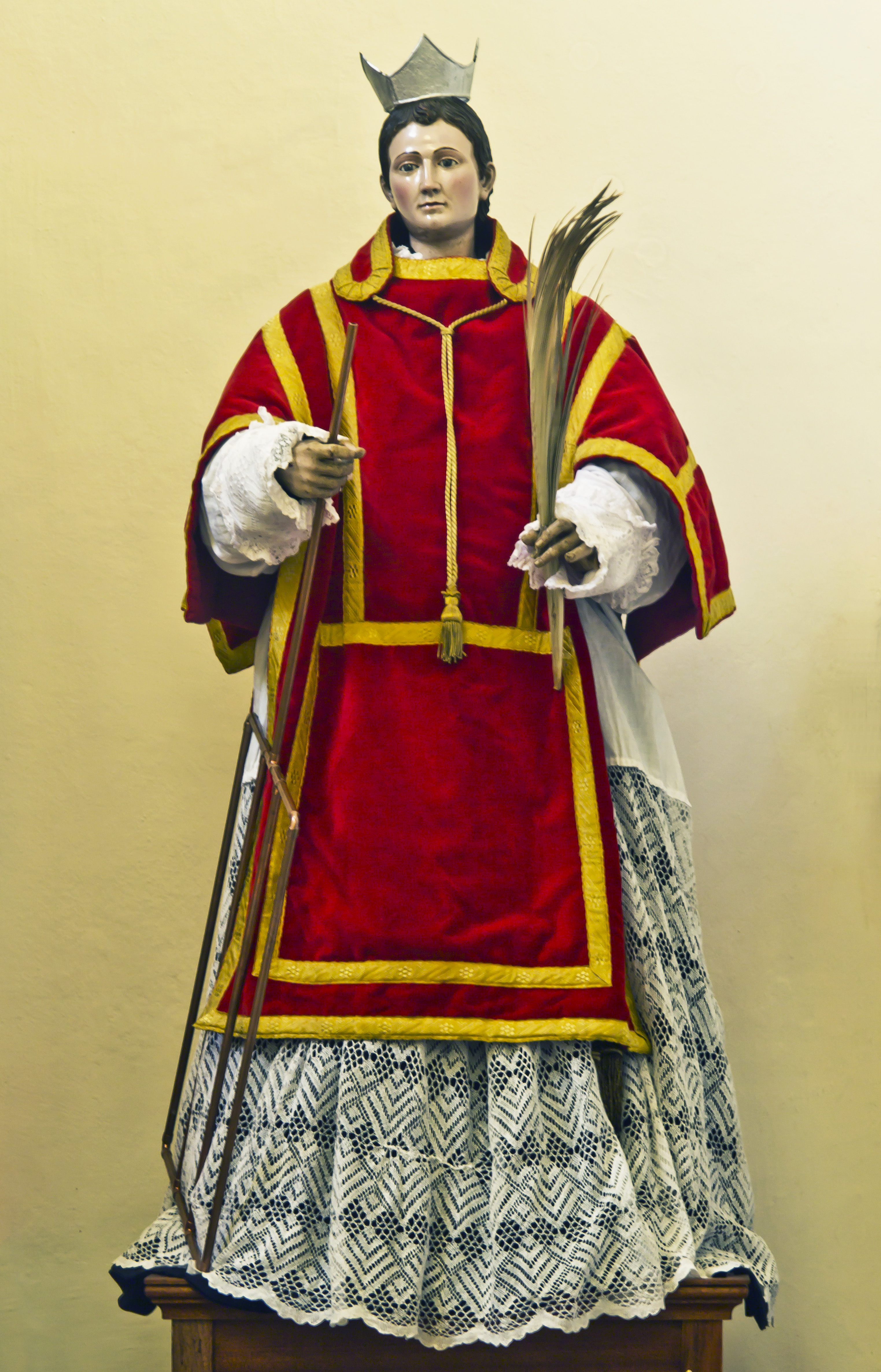
San Lorenzo

### Capilla de Nuestra Señora de los Remedios

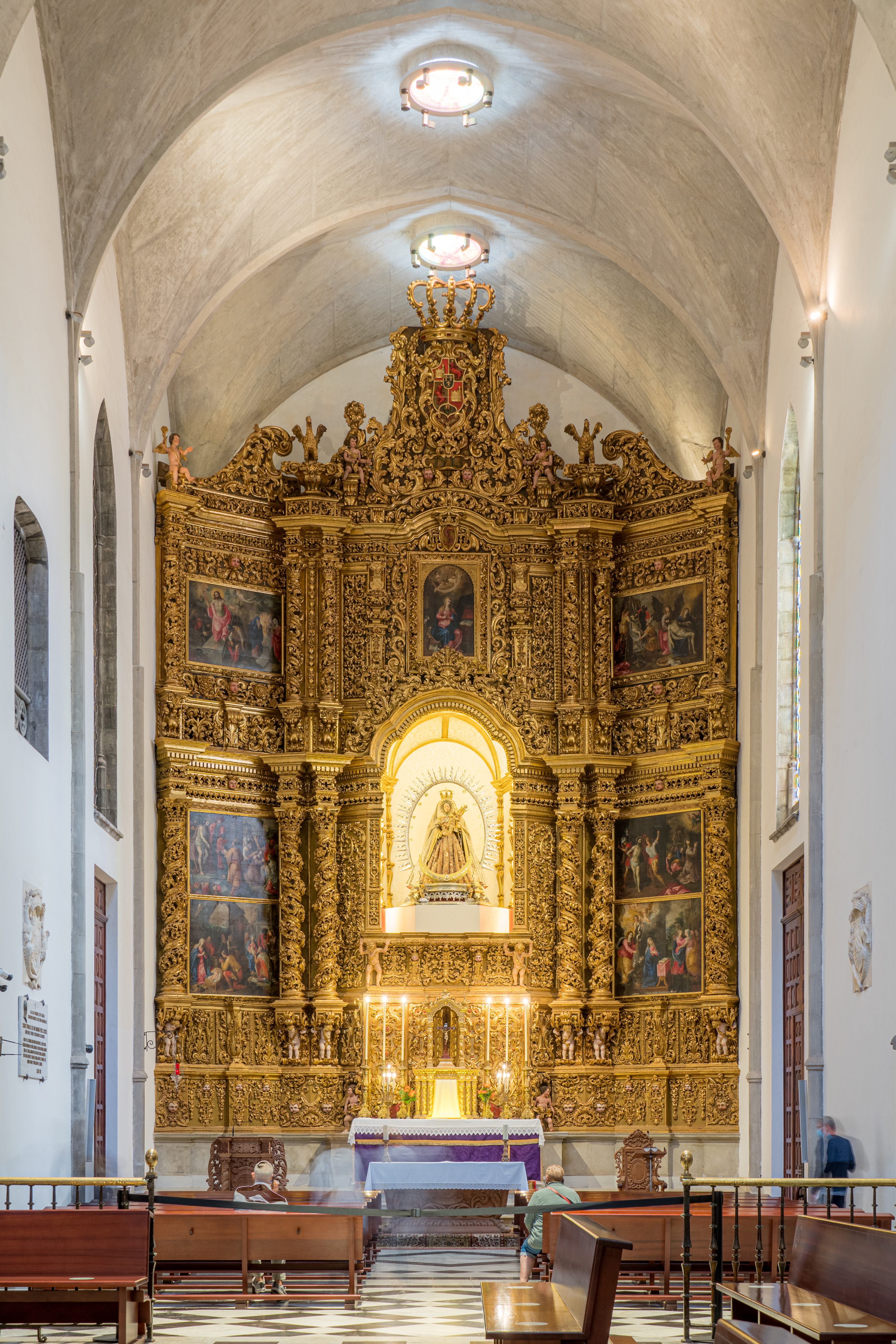
Retablo de la Virgen de los Remedios, advocación a la cual está consagrada la catedral y patrona del obispado nivariense

El elemento más destacado del interior de la catedral es el retablo o altar de Nuestra Señora la Virgen de los Remedios, Patrona de la ciudad de La Laguna, de la isla de Tenerife, de la diócesis y advocación mariana a la cual está consagrada la catedral. Su fiesta se celebra el 8 de septiembre.
El Retablo de la Virgen de los Remedios se encuentra en una capilla en el crucero de la catedral y es el retablo más grande de Canarias. La situación del retablo en un lateral del crucero, en lugar de estar detrás del Altar Mayor, encuentra su reflejo en la capilla y retablo de la Virgen de la Almudena en la catedral homónima, aunque la disposición del retablo de los Remedios en la catedral lagunera es considerablemente más antigua que el de la catedral madrileña, la cual fue abierta por primera vez al culto en 1993. Esta disposición del retablo, permite que la imagen de la Patrona mire en dirección al Altar Mayor del templo. El de los Remedios es un gran retablo barroco de la primera mitad del siglo XVIII, posee un espléndido conjunto de siete tablas atribuidas a Hendrick van Balen, maestro de Van Dick. La talla de la Virgen viste ricos mantos y se encuentra en un espectacular trono de baldaquino de plata, con un sol de ráfagas del mismo material enmarcándola y una media luna dorada a sus pies.

### Otras obras de arte
Aparte de la imagen titular de Nuestra Señora la Virgen de los Remedios, destaca también en el interior de la catedral, la imagen del Santísimo Cristo de Los Remedios. Se trata de una imagen considerada "gemela" del Santísimo Cristo de La Laguna. Esta imagen se encuentra colocada sobre el tabernáculo de mármol del altar mayor, realizado por el famoso artista grancanario José Luján Pérez. La imagen del Cristo reside en dicha iglesia desde el siglo XVI, y ya desde el XVII se le consideraba de muchisíma antigüedad, tanto que no hay noticia de su origen, aunque se la presupone realizada en la isla de Tenerife.
Destaca también, el Santísimo Cristo de la Sala Capitular, realizado por Fernando Estévez para la Sala Capitular de la catedral nivariense y el púlpito de mármol de Carrara (uno de los mayores tesoros artísticos del templo), considerada la mejor obra marmórea en Canarias, llegada desde Génova (Italia), obra de Pasquale Bocciardo. También se encuentra un icono de la Virgen de Guadalupe (Patrona de México y de América Latina). El templo también acoge un gran lienzo con el tema "Las Ánimas del Purgatorio", del pintor tinerfeño Cristóbal Hernández de Quintana; y un cuadro de la Santa Cena, obra de Juan de Miranda. En la girola de la catedral, detrás del altar se encuentran entre otros, dos óleos: uno de San Fernando Rey y el otro de Santa Isabel de Portugal (compatronos de la catedral y de la diócesis). Este copatronazgo tiene un doble significado: de una parte, la vinculación del territorio a la Archidiócesis de Sevilla, al configurarse como obispado dependiente de la misma, y de otro se relaciona con los reyes que aprobaron la creación de la diócesis: Fernando VII, a través de su Real Auxiliatoria de 1819, y su esposa, la reina doña Isabel de Braganza.

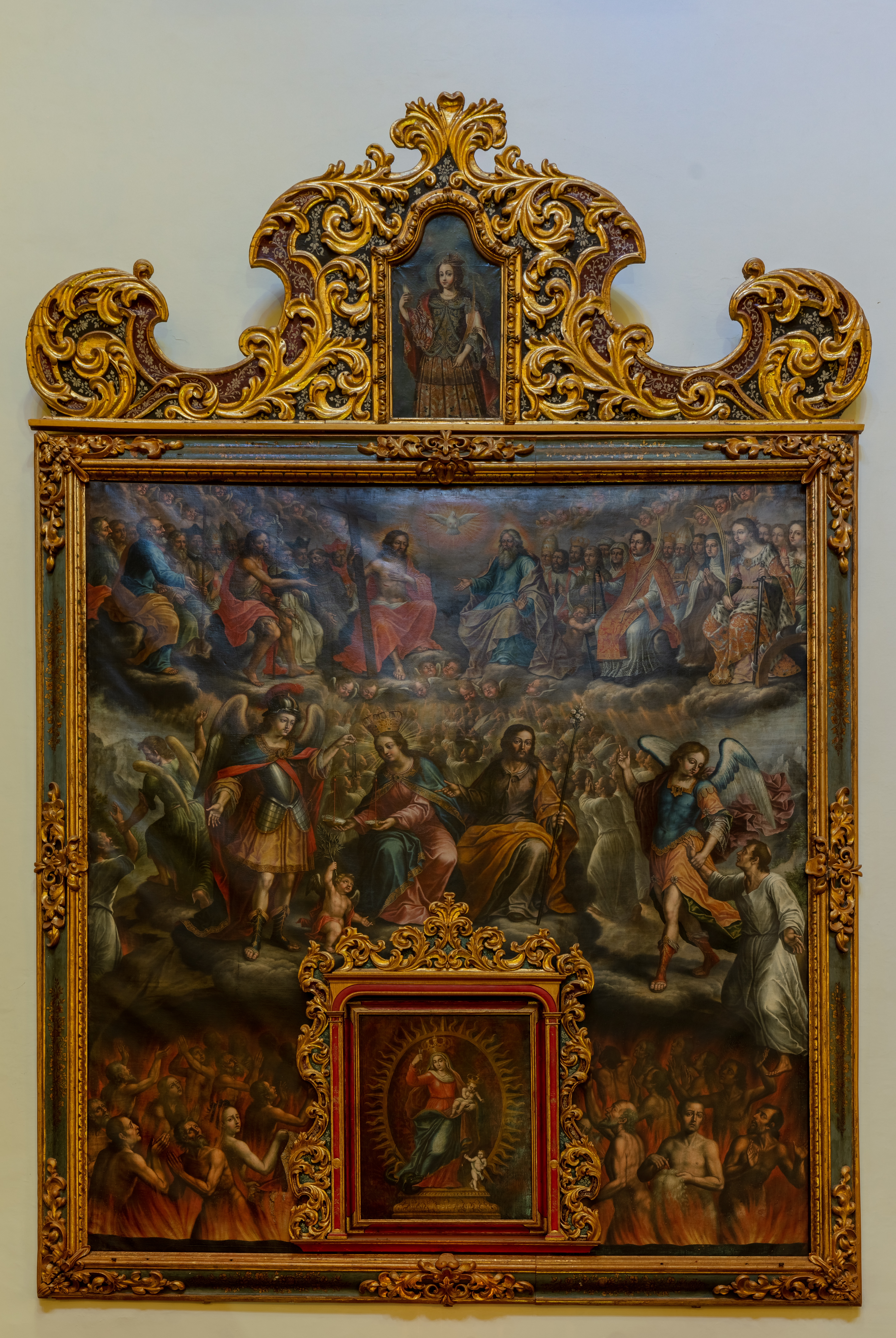
Cuadro de las Ánimas del Purgatorio, de Cristóbal Hernández de Quintana

### El tesoro
El tesoro de la Catedral de La Laguna abarca un período desde el siglo XVI hasta la actualidad. Si bien, la mayoría de las piezas corresponden a los siglos XVII y XVIII.
También se encuentra en el tesoro la escultura de alabastro de la Virgen de Trapani, de la primera mitad del siglo XVI, que algunos historiadores apuntan a que se trata de la representación más antigua de la Virgen del Pilar en el Archipiélago Canario.
Este tesoro catedralicio tiene el conjunto de piezas de orfebrería más importante de las Islas Canarias, entre las que destacan dos candeleros de plata que son los más grandes de España, entre muchas otras piezas. Además en el tesoro destacan tallas religiosas, trajes y mantos, ornamentos, cuadros, etc.

## Actos
En la catedral se celebran grandes actos y fiestas religiosas. Durante la Semana Santa, la catedral se convierte en el centro de la devoción popular de la ciudad de La Laguna, debido a que diferentes hermandades y cofradías de toda la ciudad realizan su estación penitencial en la catedral con sus respectivos pasos procesionales. Entre estos pasos procesionales destaca la imagen del Santísimo Cristo de La Laguna (que es una de las imágenes más veneradas de Canarias) y que cada Viernes Santo se traslada hasta esta catedral, que abandona horas después en la Procesión Magna.
El Santo Cristo vuelve a visitar el templo en sus fiestas de septiembre, en esta ocasión permanece en solemne quinario (desde el 9 al 14 de septiembre). Por su parte también en septiembre se celebra la fiesta de Nuestra Señora de los Remedios, patrona de la catedral y de la Diócesis Nivariense, cuyo día principal es el 8 de septiembre, y en la que destaca la procesión de la Virgen por las calles de la ciudad. Cada 2 de febrero destaca la Procesión de Las Candelas con la imagen de Nuestra Señora de Candelaria que se venera en la catedral. Otros actos de importancia son la fiesta del patrono de la ciudad, San Cristóbal (en La Laguna celebrada el 27 de julio), la procesión del Corpus Christi (domingo después de la fiesta de la Santísima Trinidad) y la festividad de San José de Anchieta, cada 9 de junio, entre otras.

### Las estancias de la Virgen de Candelaria en la catedral
La imagen de la Virgen de Candelaria (Patrona de Canarias) ha visitado la catedral en numerosas ocasiones, como la de 1939 (con motivo de la finalización de la Guerra Civil Española, lo que se llamó las "Fiestas de la Victoria"), y la de 1964 (en comunión y solidaridad con la Diócesis en la que recorrió toda la isla). La última del siglo XX fue en 1997 cuando visitó por quince días esta ciudad al cumplirse el 500 aniversario de su fundación.
Hasta antes de la creación de la Diócesis de San Cristóbal de La Laguna era habitual que la Virgen en sus visitas a la ciudad se hospedase en la Iglesia de la Concepción de dicha ciudad (que es además la iglesia más antigua de La Laguna). Durante estas épocas antiguas, la imagen en ocasiones visitaba también otros templos de la ciudad, entre ellos la Parroquia de Los Remedios antes de su conversión en catedral, como tuvo lugar 1650, cuando la Virgen visitó la ciudad por sequías. Tras la creación de la diócesis empezó a hospedarse casi con exclusividad en la catedral, aunque hubo épocas en la que visitaba varios templos como en el ya citado año de 1964 (año en que visitó todos los templos y municipios de la isla para recaudar fondos para la construcción del Seminario Diocesano).
Posteriormente, la Virgen de Candelaria visitó La Laguna en mayo de 2009 (siendo la primera visita del siglo y del milenio a la "Ciudad de los Adelantados"), si bien en esta ocasión la imagen se hospedaría nuevamente en la Iglesia de La Concepción por estar la Catedral de La Laguna en obras de restauración. El último traslado a La Laguna de la Patrona de Canarias fue en 2018 en donde se hospedó de nuevo en esta Santa Iglesia Catedral Nivariense, entre el 20 y el 27 de octubre de ese año.

## Música en la catedral

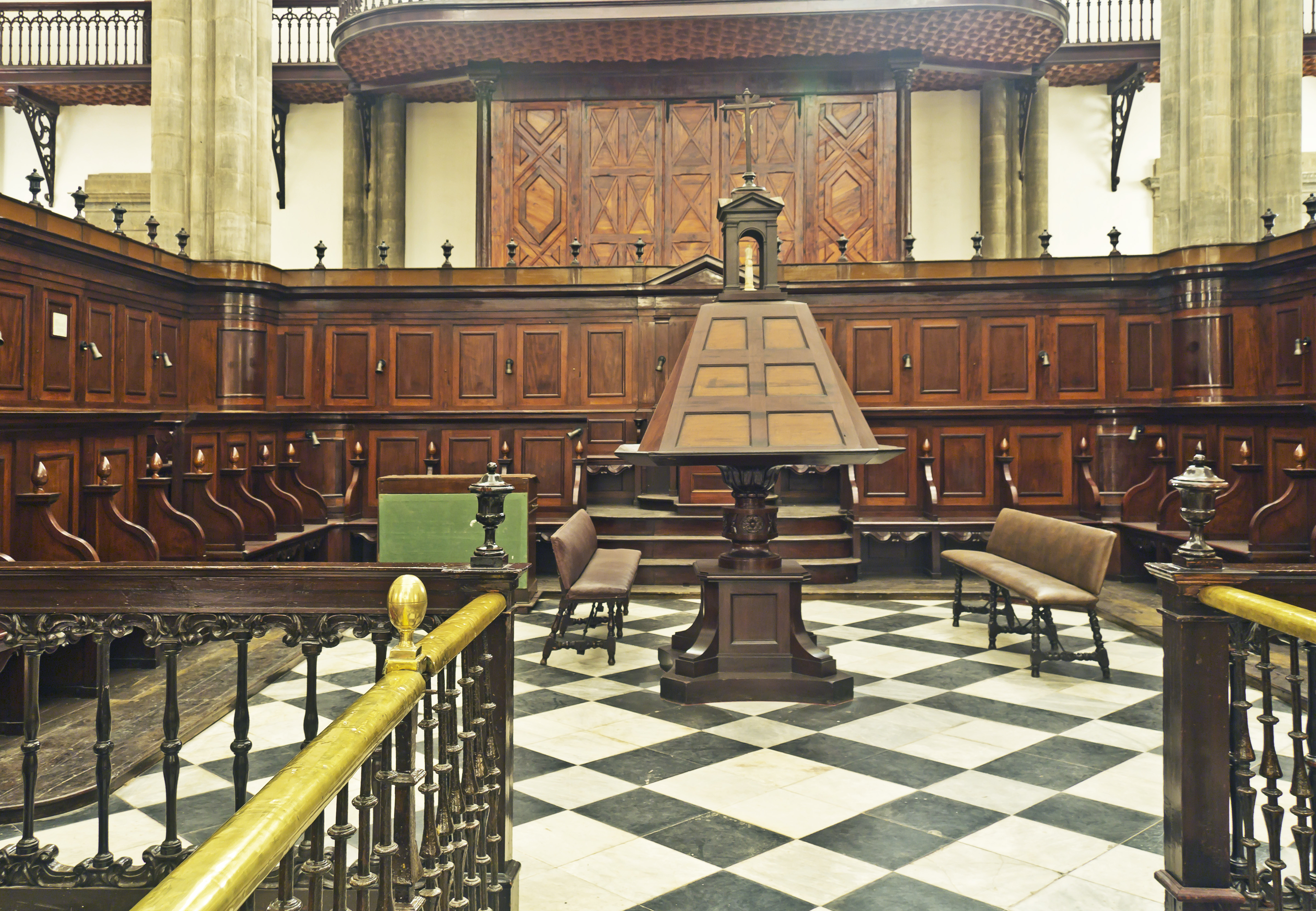
Coro de la catedral

Tras la creación de la Diócesis de San Cristóbal de La Laguna y la posterior elevación de la Parroquia de los Remedios al rango de catedral, el templo se convierte en un gran centro de producción musical.
Se creó inmediatamente una capilla de música adscrita a la catedral. Ejerció de maestro de capilla el compositor Miguel Jurado Bustamante nacido en Cádiz. Le acompañaron su hijo, Luis, que tocaba el violín y los cantores Remigio Oliva y Manuel Fragoso (este último le sucedería a su muerte en 1828). A ellos se unió Nicolás González, el antiguo sochantre de Los Remedios, más tarde se incorporaron otros mozos de coro.
La producción musical de Miguel Jurado Bustamante abarca todos los géneros de la música religiosa en latín (misas, motetes, salmos, Magnificats, himnos, letanías, lamentaciones, responsorios y antífonas marianas), y en castellano (villancicos). Unas 140 obras se han localizado hasta la actualidad de este compositor, detonando un gran oficio y altura.
Con Miguel Jurado se formaron otros músicos tinerfeños, quizás el más importante de ellos fue el güimarero Domingo Crisanto Delgado Gómez, uno de los compositores canarios más ilustres del siglo XIX, y que en 1836 llegaría a ser el primer organista de la Catedral de San Juan Bautista de Puerto Rico. La producción de Crisanto es eminentemente vocal y coral, no solo a capella sino también acompañado de órgano, de piano o de grupo instrumental.
Por último, otros de los grandes compositores que ha tenido el templo fue el grancanario Domingo Guillén de Herrera, del que solo se conserva una obra. A pesar de ser uno de los compositores más prólificos del siglo XVIII en La Laguna, su labor más destacada fue realizada en la Real Sociedad Económica de Amigos del País de Tenerife al fundarse su academia de música en 1782.

## Casas Capitulares y Museo de los Iconos
Las Casas Capitulares son la sede del Cabildo de la Catedral, es decir, el Cabildo de Canónigos, que constituyen la corporación de los sacerdotes responsables de atender el culto de la catedral y sus actividades religiosas y culturales. El edificio es una casa popular canaria de mediados del siglo XVIII, aneja al edificio de la catedral.
En su interior alberga el Museo de los Iconos, el cual contiene la mayor colección de iconos bizantinos de España, con 160 piezas originales que en su mayor parte tienen unos 300 años de antigüedad. Estas obras de arte son propiedad del obispado de Tenerife y provienen en su mayor parte de países como Rusia, Rumanía, Yugoslavia, Italia y Grecia. Estas piezas llegaron a Tenerife a través de donaciones de particulares al obispado o por medio de mercantes que arribaron a las costas canarias.
La Catedral de La Laguna es el único sitio del mundo donde conviven las dos grandes vertientes del cristianismo en un mismo edificio. Al reunir en un templo católico, obras de arte ortodoxas.

## Otros datos de la catedral

### Las Emparedadas de la Catedral de La Laguna
Se trata de una forma de devoción ascética extrema que proliferó durante la Edad Media, y que consistía en la reclusión voluntaria (sobre todo de mujeres) en el interior de pequeñas habitaciones situadas junto al altar mayor de los templos, y conectadas a él por una ventanilla de rejilla para poder asistir a misa y recibir la comunión.
En la antigua iglesia situada en el lugar de la actual Catedral de La Laguna tuvo lugar en el siglo XVI el único caso de emparedamiento registrado en Canarias. Se trata del caso de Isabel de la Cruz, la cual había creado una cofradía llamada de la Consolación de Nuestra Señora y de su limpia y entera Virginidad. Posteriormente, al fallecer esta, le siguieron en el voto su sobrina, María de las Vírgenes, y posteriormente a su vez la sobrina de esta, María Emerenciana. Esta última de hecho había sido criada por su tía en dicho emparedamiento desde su niñez.

### Aparición de la Virgen de los Remedios
Fray Juan de Jesús fue un fraile franciscano del siglo XVII que vivía en el Convento de San Diego del Monte, extramuros de la ciudad de La Laguna. Fray Juan aseguró que había visto a la Virgen de los Remedios bendiciendo a la ciudad desde lo alto de la torre de su templo, la actual Catedral de La Laguna. Dicha visión fue divulgada en las predicaciones que hicieron los sacerdotes durante el funeral del fraile.

### Bautizos relevantes
En la antigua iglesia de Los Remedios fueron bautizados: José de Anchieta en 1534, santo y misionero en Brasil y Amaro Pargo en 1678, corsario y comerciante, entre otras personalidades.

## Galería de imágenes

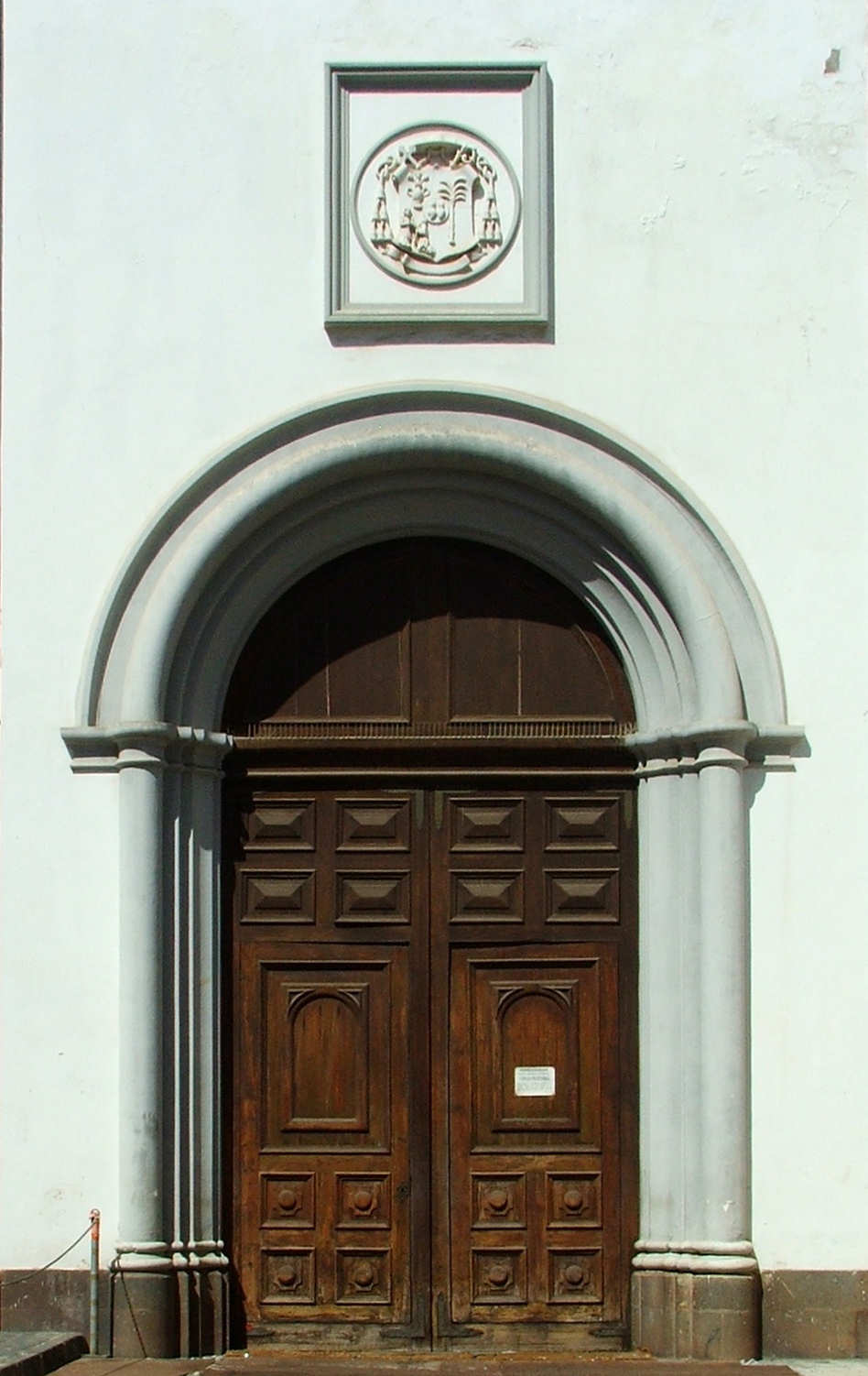
Puerta lateral
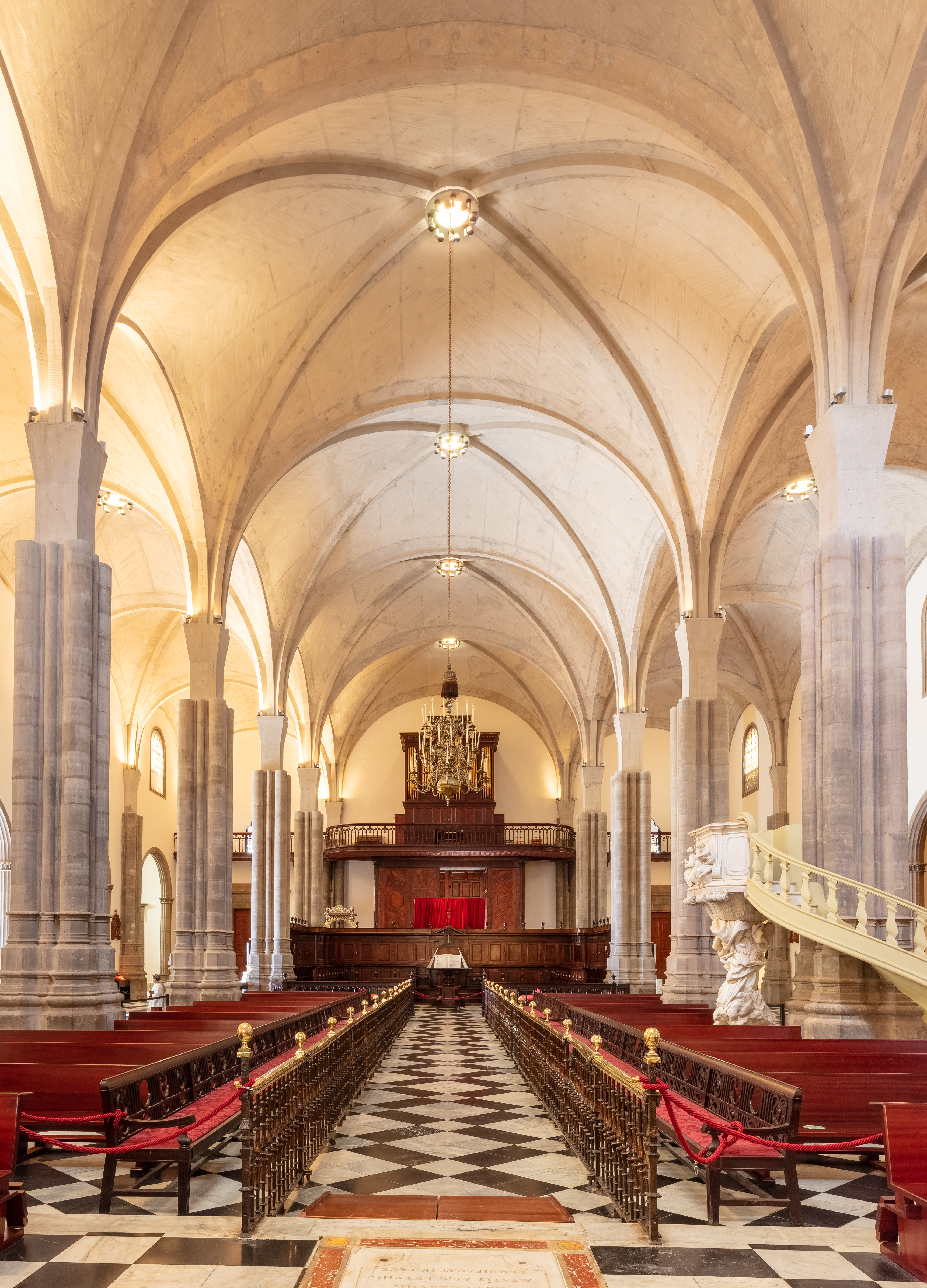
Interior
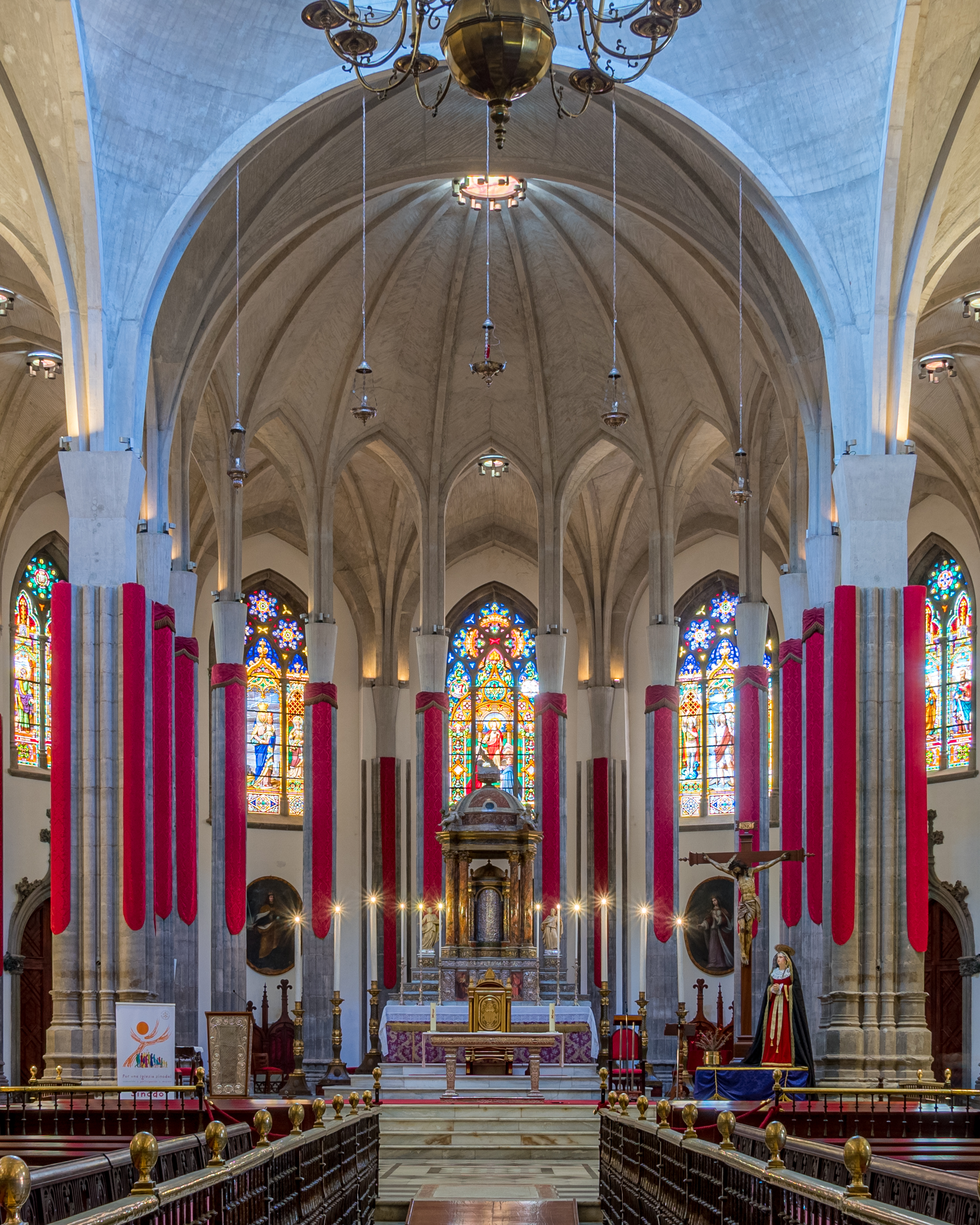
Altar
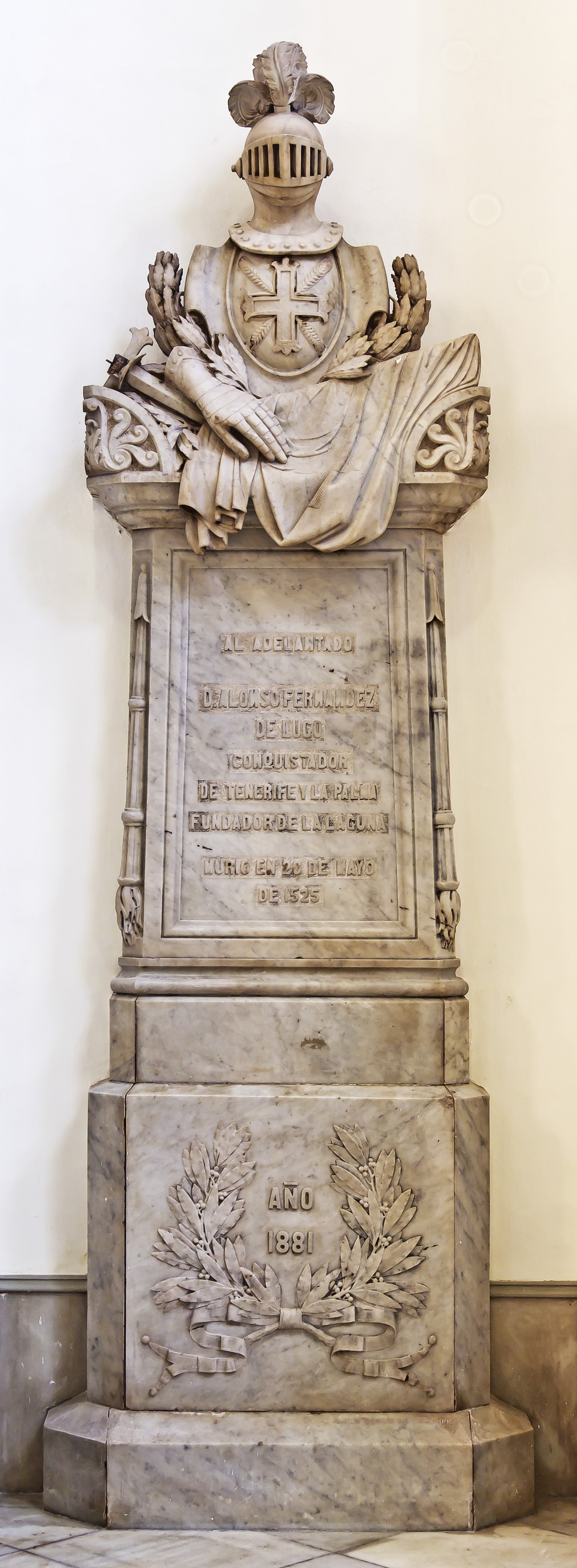
Lápida conmemorativa en el lugar donde reposan los restos mortales del Adelantado Alonso Fernández de Lugo
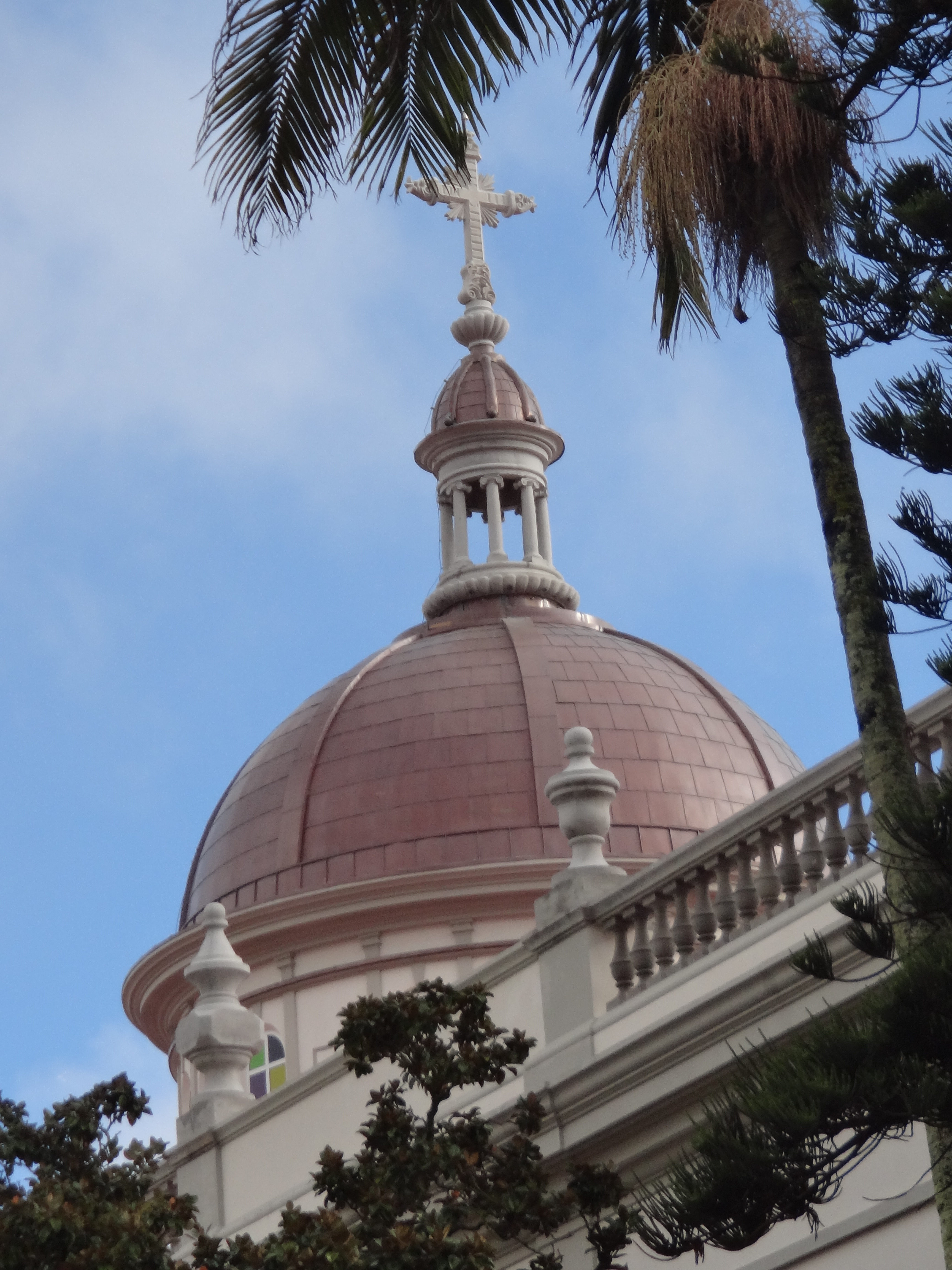
Cúpula
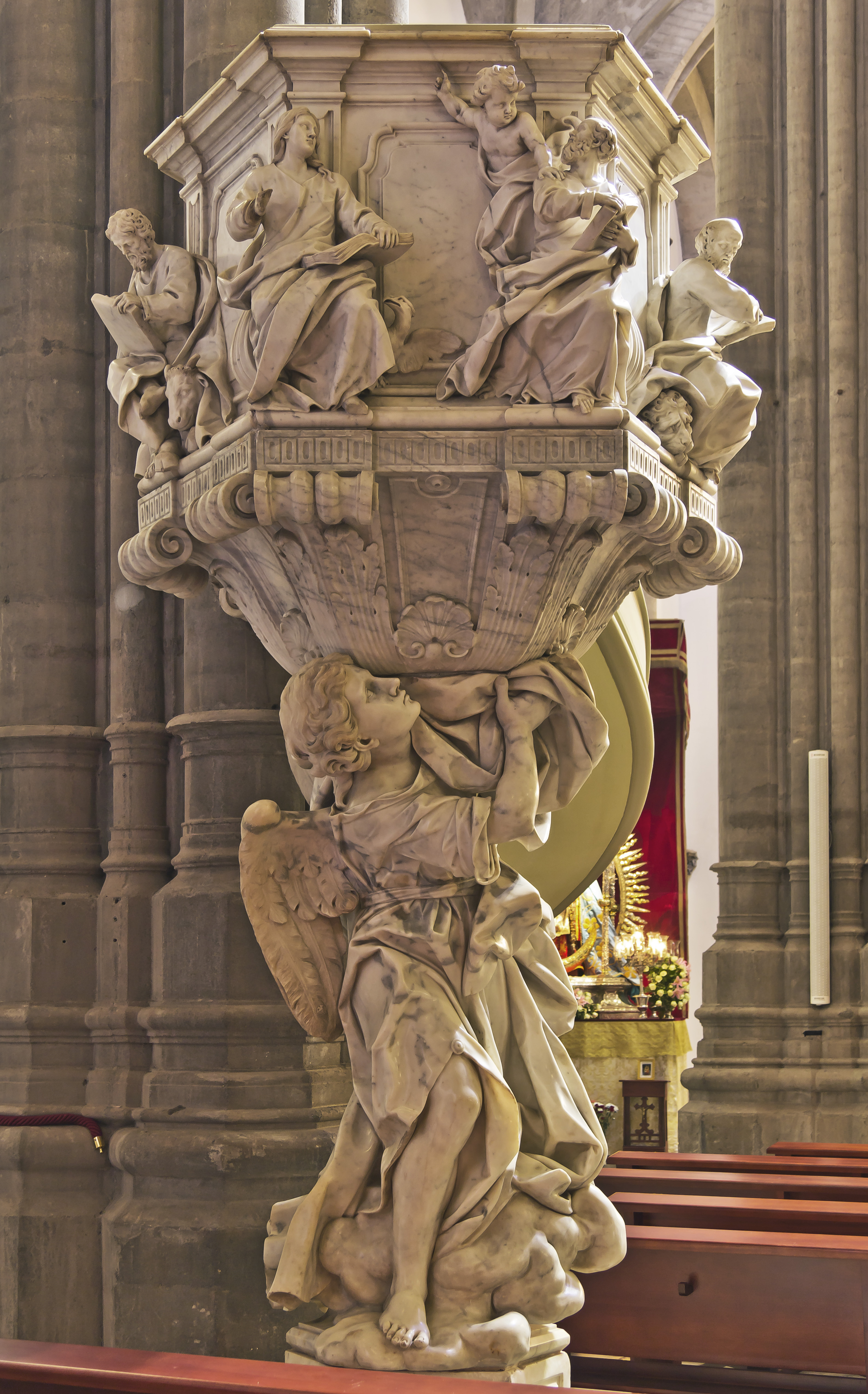
Púlpito de la catedral, realizado por Pasquale Bocciardo
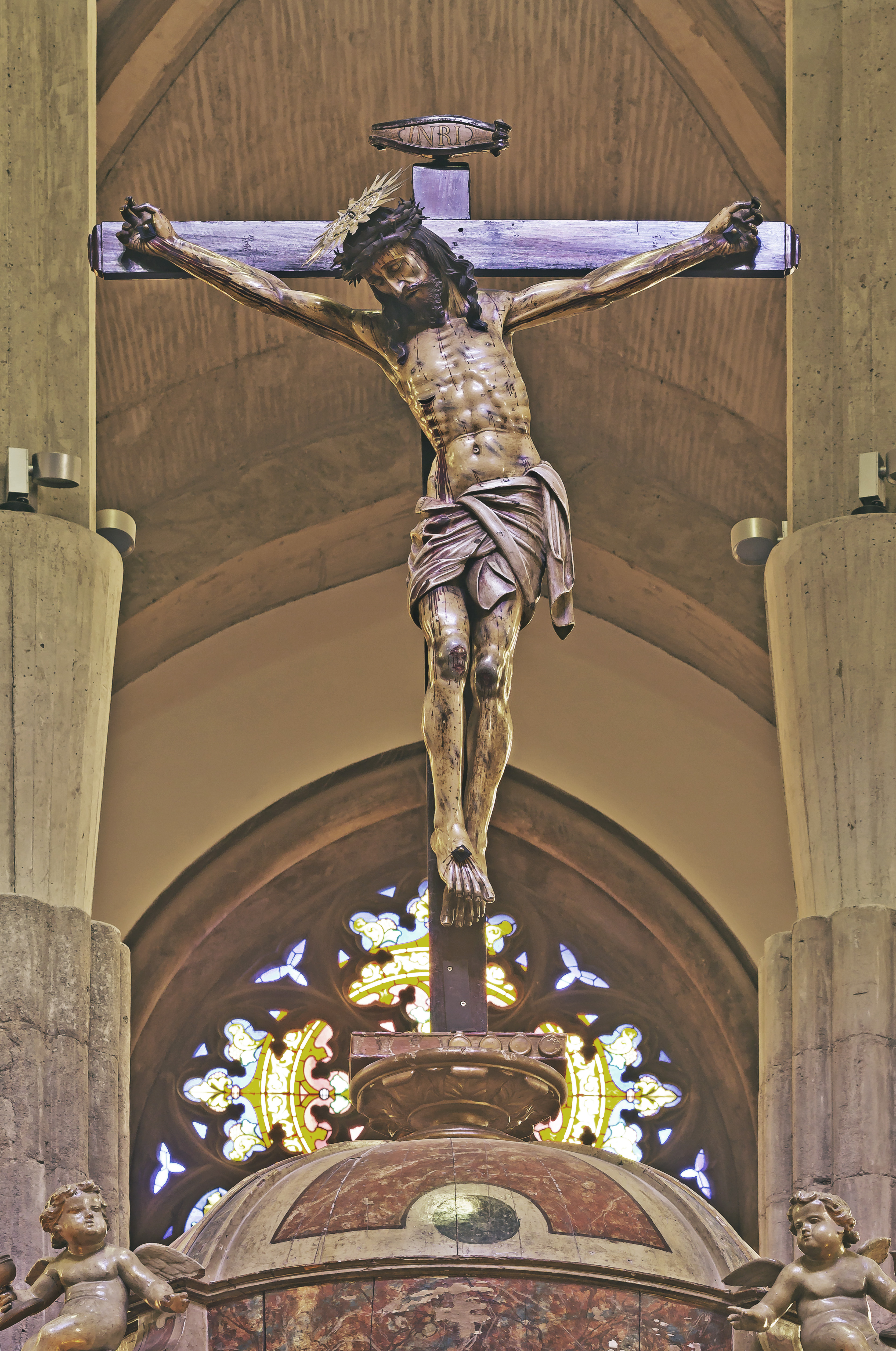
Santísimo Cristo de los Remedios, que preside el tabernáculo
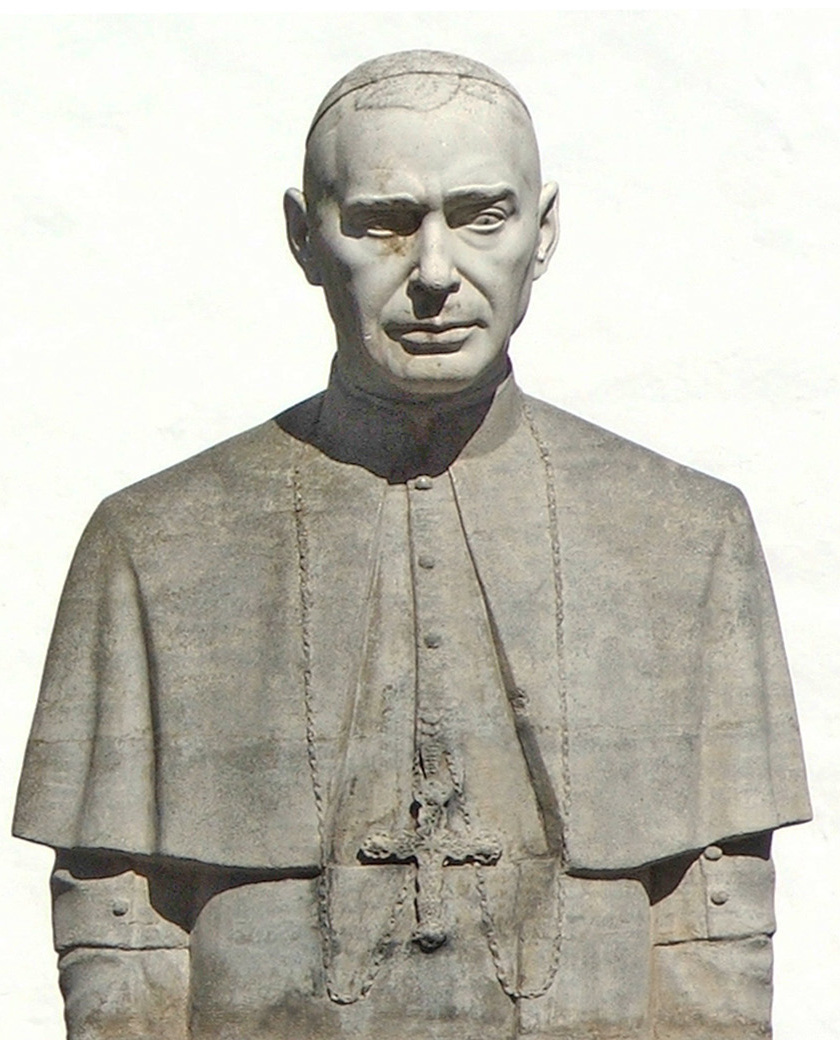
Estatua del obispo Domingo Pérez Cáceres